# 西武鉄道の車両形式
西武鉄道の車両形式（せいぶてつどうのしゃりょうけいしき）は、西武鉄道に在籍する鉄道車両と、西武鉄道や合併前の武蔵野鉄道、旧・西武鉄道、およびその前身の各社に在籍した鉄道車両についての記事である。

## 概説
2020年（令和2年）4月1日現在、特急車84両、通勤車1,196両（うち12両は新交通システム）の計1,294両を保有する。各系列の詳細・使用線区・運用などについてはそれぞれの記事を参照のこと。
現在の西武鉄道を形成した旧・川越鉄道（旧・西武鉄道の前身。1894年〈明治27年〉開業。現・国分寺線と新宿線）・武蔵野鉄道（1915年〈大正4年〉開業。現・池袋線）・多摩鉄道（1917年〈大正6年〉開業。 1927年〈昭和2年〉旧・西武鉄道に合併。現・多摩川線）・多摩湖鉄道（1928年〈昭和3年〉開業。1940年〈昭和15年〉旧・武蔵野鉄道に合併、現・多摩湖線）は、すべて蒸気運転で開業している。大正末期からの電化の進捗により順次姿を消していったが、その間には様々な生い立ちの蒸気機関車の姿が見られた。1950年（昭和25年）の多摩川線の電化完成後は運用も狭まり、1957年（昭和32年）度をもって蒸気運転の長い歴史に幕が下ろされた。また、762mm軌間の普通鉄道であった山口線でも延べ4両（うち2両は借用）1972年 - 1984年（昭和47–59年）の間、蒸機機関車が古典客車を牽引した。
西武鉄道は敗戦後に国鉄から戦災国電や廃用機器の大量払い下げを受けて車両の拡充を行なっていた。しかし西武秩父線開業と共に質的向上も図られ、大手他社と比べても遜色はない。また、戦後長らく所沢車両工場において大手私鉄では珍しい車両の自社製造を続けていたが（東急車輛製造など一部車両メーカー製も並行して導入された）、1999年（平成11年）3月2日9108編成の出場をもって終了し、それ以降は全車両が外注となる。日立製作所（笠戸事業所）製が多数を占めているが、2016年（平成28年）度から納入された40000系は川崎重工業車両カンパニーの製造となった。
かつては貨物・工事輸送用として電気機関車を数多く保有しており、明治から大正期にかけて欧米から輸入された機関車が昭和末期まで運用されていた。また、西武秩父線開業に際しては私鉄最大級の出力および唯一のF級機となるE851形を導入しており、貨物輸送廃止直前には客車牽引も実現した。特に前者はその産業遺産的価値の高さもあり、静態保存されている。なお、西武鉄道の元現役車両も併せて静態保存されている。
車体面での特徴では、関東大手私鉄の中では東武鉄道と共に早くから20 m級車体の導入に積極的であり、1957年（昭和32年）には全車20 m級車体の501系を登場させている。501系は当時流行していた湘南型デザインを採用しており、時代に応じたアレンジを行いながら3000系まで、実に30年以上にわたって西武の通勤形車両の標準仕様であり続けた。また、側扉の数は20 m級の通勤形電車としては異例となる片側3ドアとなっていたのも特徴である。その後、1990年（平成2年）代以降は新2000系に代表される4ドア車の増備が進められ、現在3ドア車は支線区向けの101系が残るのみとなっている。
車体色は戦後長らくラズベリーレッドとトニーベージュの赤電色が使われていたが、1969年（昭和44年）の101系導入に際し新たにレモンイエローの車体色を導入し、新車のみならず一部の在来車も冷房化・高性能化に際してレモンイエローへの塗装変更が行われた。1994年（平成6年）の9000系を最後にレモンイエローの新造車は登場していないが、「西武鉄道＝レモンイエロー」のイメージは未だ根強く、2015年（平成27年）には6000系6157Fが西武鉄道開業100周年を記念して、レモンイエローのラッピングが施工されている。また、新型特急001系の車内もレモンイエローを基調としたカラーデザインになっている。
現在運用されている電車の制御装置はほぼすべてが日立製作所製である。例外として6000系の機器更新車（6157編成を除く）や001系、8000系は三菱電機製、6000系6157編成や40000系は東芝製となっている。
東京急行電鉄・京王電鉄と同様に営業運転から離脱した旧型車両を地方中小私鉄に譲渡するケースが多い。譲渡先にはグループ会社の近江鉄道・伊豆箱根鉄道のほか、流鉄・三岐鉄道・上信電鉄がある。このように長年、中小私鉄への中古車の主要な供給元の一つであったが、2023年9月に大手私鉄では極めて異例となる、他社（東急電鉄・小田急電鉄）からの中古車の譲受が発表された（後述）。

## 電車の歴史

### 戦後の国鉄式標準化
西武鉄道は、太平洋戦争後の1946年以降、輸送力増強策として、国鉄から大正時代製造の老朽木造電車や、焼夷弾を用いた空襲による火災で廃車になった電車、いわゆる「焼け電」を大量購入した。これを元に、台車・電装部品・鋼体・台枠（メインフレーム）等を流用し、自社西武所沢車両工場で叩きなおしによる復旧や鋼体化改造を行い、車両の標準化を一気に進めたのである。
このため、西武の電車は一時、国鉄形の主要機器を標準装備とするようになった。資本系列の関係もあり、特定の車両メーカーとの結びつきが深いことが一般的な大手私鉄の中でも、非常に特異な例である。
1954年には、完全オリジナル設計の車体を持つ初代501系（のち411系から351系と改称）が所沢車両工場で製造されたが、これも走行機器は国鉄タイプの中古品ばかりで、一部は書類上も国鉄払い下げ車等の改造車扱いであった。さらに、西武鉄道で初めて全車20m級車体を標準化した2代目501系電車（1957年）の登場時には、初代501系に装備されていた出力の大きな主電動機と昭和初期設計の台車を転用、初代は411系と改称して、より低スペックな主電動機と大正時代に設計された旧式台車を装着するという、涙ぐましいまでのやりくりを行っていた。

### 外見だけの新車
西武以外の大手私鉄各社は1954年以降、また国鉄でさえ1957年以降、通勤輸送対策として斬新な高性能電車を多数開発・投入した。低振動で高回転・高速運転が可能な「カルダン駆動モーター」、滑らかな高加速を得られる「多段制御器」、反応が早く作動確実かつ強力な「電空併用式電磁直通ブレーキ」、乗り心地が良く高速安定性に優れた「軽量台車」、全金属製の「軽量車体」などが、その構成要素である。
これらの新技術によって、加減速能力の高い「高性能電車」を実現させ、ラッシュ時の過密ダイヤを迅速にさばこうとする考え方であった。
だがこのうち、1950年代の西武が導入したのは「軽量車体」だけであった。従来より大型で収容力の大きな車体を、心皿荷重上限の低い手持ちの中古台車と組み合わせる狙いがあった。
西武鉄道では第二次世界大戦後、TR11・TR14といった同系の釣り合い梁式台車を備える旧式国鉄車両を払い下げで大量取得し、急増する通勤輸送に役立てていた。だが、これらの台車は搭載可能な車体の重さを示す心皿荷重上限が低く、車体の更新や新造にあたっても戦前以来の在来設計を用いる限り、17m級以上の大型車体を搭載するのが困難であった。そうした中、20m級でも17m級並かそれ以下の車体重量を実現する軽量車体の採用は、輸送力強化の障害となっていたこの問題の解決に大きく貢献し、西武鉄道でTR11がその後も第一線で長く運用される一因となった。
西武鉄道では2代目501系で軽量車体を採用した後、1959年には切妻式の両開き3ドア20m級車体を持つ451系、1961年には451系の前頭形状を2枚窓としてアルミ・ハニカムドアを与えた551系を開発しているが、どちらもスマートな軽量車体の通勤車でありながら、旧式でばね下重量が大きく、しかも低回転な吊り掛け駆動方式のMT15モーター、制御段数が少なく直並列切り替えの渡り動作時に出力が半減するなど作動の荒いCS5電空カム軸制御器、乗り心地の悪いイコライザー式のTR11・TR14台車、長大編成時に効きが遅くて操作に熟練を要するA動作弁によるA自動空気ブレーキを装備していた。
いずれも、廃車になった戦前の国鉄電車からの流用部品であり、走行性能は他社の高性能車から30年程度遅れた、昭和初期そのままの水準だった。唯一の進歩は、全車の台車軸受けをプレーンメタルからローラーベアリングに改造したことだけであった。
他私鉄であれば「車体更新車」と呼ばれるような「外見だけの新車」を製造する一方で、国鉄からの廃車払い下げはこの間も続いていた。また保有していた在来車のうち、西武鉄道の前身である旧・武蔵野鉄道と旧・西武鉄道が昭和初期から戦時中にかけて製造した16m - 18m級の電車は、「多形式少両数で数が揃わず使いにくい」「国鉄形と規格が揃わない」ため、その多くが1965年までに所沢車両工場で改造のうえ、地方の中小私鉄に売却されてしまった。

### 「質」より「量」志向
当時の西武電車は、このような（行き過ぎと言えるほどの）標準化で制御系統やブレーキ装置が徹底して統一されていたため、ほとんどの形式は相手を問わず相互に連結できた。17m級車と20m級車、半鋼製車と全金属車体車など、バラバラな形態での新旧車両混成は日常茶飯事であった。限られた予算の中で「質」よりもまず「量」を揃えることで輸送力を確保しようとしたのが、1950年代の西武の実態だったのである。
当時の西武鉄道は、路線自体の輸送キャパシティが旅客需要増大に比して極端に貧弱であった。特に池袋線は、前身の旧・武蔵野鉄道が経営不振体質であったため、終戦直後の時点での複線区間は池袋 - 保谷間だけという状態で、急激な需要の伸びに対応しきれず、車両増備と並行して複線化事業を推進せねばならなかった（池袋 - 所沢間複線化が完成したのは1960年である）。
ここに他の大手私鉄にくらべて大きなマイナスポイントがあるゆえ、車両増備に際しても高価な高性能車には手を染めず、国電の中古車・中古部品で対応せざるを得なかった。
2代目501系はその大出力（西武の基準では）故に、1962年から1968年の間、電動車2両と付随車4両を組み合わせた超・経済編成を組んでいた。これは電動車の性能に比して大幅な過負荷で「発進・加速が、一応はできる」というレベルの編成である。この編成はラッシュアワーにも容赦なく運行され、当時の運転士は列車をダイヤに乗せるため非常に苦労したという。
その間にも日本国内ではカルダン駆動方式の普及が進み、1961年の時点で、西武鉄道を除く大手私鉄全社が、何らかの形でカルダン駆動方式を導入していた。それどころか、当時準大手の相模鉄道や山陽電気鉄道、さらには地方中小私鉄である富山地方鉄道や長野電鉄等でも採用された。
1950年代後半の新製車に吊り掛け駆動車を多数含んだ例に南海電気鉄道（1521系・2051系）と東武鉄道（7800系）があるが、いずれも吊り掛け式電車としては強力かつ軽量な主電動機や多段式電動カム軸制御器など上質な機器を搭載しており、また、車体内外のつくりも良く、西武よりは一等上であった。昭和30年代中期までカルダン駆動と無縁に、なお戦前並みの低性能電車ばかりを増備し続けた大手私鉄は、西武だけであった。

### 電車の高性能化
車両数を揃えることのみに徹してきた西武の輸送力対策も、東京近郊におけるスプロール現象の激化の前に、1960年代に入ると限界が見えつつあった。
どれだけ保有車両数を増やしたところで、列車の編成延長はプラットホーム有効長の制約から限界があり、1列車あたりの輸送力は頭打ちになる。また都心へ向かう通勤路線は、ラッシュアワーには限界一杯の稠密ダイヤを組んでおり、そのままでは列車増発は困難である。
ここからさらに輸送力を増強する策は唯一、電車の加減速能力・高速運転性能を従来より高めて、各列車の運転所要時間を短縮し、ダイヤの余裕を捻出して、列車増発を図る以外にない。この場合、もはや旧式設計の低性能電車では対応しきれない。
国鉄では最混雑線区に重点的に新型電車を投入し、大手私鉄の多くは、加減速条件がシビアな各駅停車に新型車を、加減速の条件が緩い急行に旧型車を充てるなどの使い分けで、それぞれ限られた数の新型電車を最大限に活用して輸送需要に対応していた。
このような他社の状況を考えれば、1960年頃の西武鉄道は、ラッシュ対策として新たな手法を検討すべき時期に来ていたと言える。こうしてようやく1961年頃から、在来車よりも性能を向上したカルダン駆動通勤電車の開発が具体化してきた。もっともその開発過程では、コストダウン最重視の西武鉄道らしい手法が多用された。

### 国鉄との取引
大手私鉄では新車開発の際、車両メーカーや重電メーカーに依頼して、カルダン駆動モーターや軽量台車を自社線の条件に合わせた特注のスペックで製造させる例が多い。自社の事情に最適化した機器類が望ましいのは当然であるが、その分だけコストは高くなる。
そこで西武では、国鉄形の既存の機器類を同一スペックで新規に製造する手法を採ることにした。開発コストは抑えられるうえ、製造ロットの膨大な国鉄形部品は、量産効果で製造コストも安くなるという当時の西武らしい発想ではある。
この際、西武は国鉄の設計を流用する代償として、国鉄側に「ST式戸締め装置」を無償使用させる旨申し出た。
これは西武所沢車両工場（STの由来）が1960年に開発した自動ドア機構の一種だが、2枚1セットの両開き扉を、ベルトと連動させてドアエンジン1個で駆動できる、という合理的な機構で、既に西武451系電車に用いられていた。両開き扉車のドアエンジン個数を片開き扉車並みに節約する手法はそれ以前にもリンク駆動による方式があったが、西武のベルトドライブ方式は構造が簡単で、ドア数の多い通勤形電車を量産する際にはコストダウン効果が大きく画期的なものだった。
通勤形電車を中心に両開き扉が採用され、これに伴うドアエンジン数の増加による製造・保守コストの増大に頭を悩ませていた国鉄もこの申し出を受け容れ、西武は国鉄形の台車・主電動機を自社の取引先メーカーで新規製造して使用できることになった。ST式戸締め装置は、国鉄では1963年の103系電車以降広く使用されている。

### 旧式ブレーキ
電車・電気機関車の「発電ブレーキ」は、モーターを発電機として作動させることで走行エネルギーを吸収し制動力とするものである。急勾配路線の降坂用としては日本でも古くから存在したが、車輪にブレーキシューを押しつける空気ブレーキとは制御系統が分けられており、コントロールには熟練を要した。また、停車時に常用する類のものではなかった。
その後、アメリカで開発された電空併用式電磁直通ブレーキ（SMEEおよび改良型のHSC-D）が1953年に日本に導入されると、平坦路線でも高速域から強力なブレーキ力を得られること、また空気ブレーキと自動的に連携・協調して作動し、操作も回転角に比例してブレーキ力が増大するセルフラップ弁となったため、常用ブレーキとしての取り扱いが容易となったことから、通勤用電車への発電ブレーキ装備が一気に普及した。発電ブレーキ併用のHSC-D電磁直通ブレーキは、1950年代後半以降、1980年代まで大手私鉄の高性能通勤電車における一つのスタンダードな装備品にさえなった。
しかし、西武鉄道は1962年の時点でHSC-Dブレーキどころか、その発電ブレーキ省略形であるHSCブレーキすら採用しなかった。カルダン車についてもさすがに長大編成化対応として応答性を向上させる電磁給排弁は付加したものの、従来からの自動空気ブレーキ（AE電磁自動空気ブレーキ）を引き続き使用したのである。自動空気ブレーキとすれば在来車との機器融通も利き、また制御器についても在来車と同調可能とすることで、相互に連結できるようになる。
もっとも自動空気ブレーキは、電磁直通ブレーキに比し、レスポンスの悪さや取り扱いの手間を伴った。制動能力は自ずから制約を受け、カルダン車でありながら、ダイヤ編成上の減速性能は旧型車同様に扱わざるを得なくなった。
新旧併結の例も他にないわけではなかった。しかし多くの私鉄では、従来のAブレーキと互換性を持ちつつ中継弁の併用によってブレーキ力を増幅し、かつ電磁給排弁を設けることで応答速度を向上させたARSE電磁中継併用直通自動ブレーキなどを使用し、長大編成対応や高速応答を実現して高性能化をはかりつつも、A動作弁などによる自動空気ブレーキを搭載する旧型車との併結を可能としていた。そしてこれらの私鉄では、既に吊り掛け式の世代から発電ブレーキを使用している場合も多く、対応する新型車の多くは電空併用のARSE-Dブレーキだった。
ともあれ西武鉄道は、1963年11月から池袋線池袋 - 所沢間でラッシュ時に私鉄初の10両編成運転を開始しているが、この長大編成組成においては、ブレーキ仕様の徹底統一が著しく寄与していた。

## 貨車
西武鉄道の貨車は前身各社以来、構成比率が圧倒的に無蓋車に偏っていることが大きな特徴として挙げられる。これは多摩川や入間川あるいは吾野の砂利・砕石輸送が貨物の中心であったからである。
旧西武鉄道の前身にあたる川越鉄道は甲武鉄道経由で東京と川越を結ぶ目的で建設された路線で、開業時に用意された貨車は有蓋車12輌、有蓋緩急車2輌、土運車4輌と有蓋車中心の構成であった。しかし、20世紀に入ると事故車の代替として製造されたワム101以外、無蓋車のみが増備され、統合時は有蓋車13（うち緩急車1）輌、無蓋車54輌の構成になっていた。これとは別に1927年（昭和2年）に合併した多摩鉄道から有蓋緩急車2輌と無蓋車28輌を引き継いだが、同社の無蓋車は高比重の砂利輸送用のため当時としては大型の15t積で製造されていたのが特徴であった。
武蔵野鉄道は有蓋車9輌、有蓋緩急車4輌、無蓋車47輌の陣容で開業し、以後の増備は無蓋車中心であったことは旧西武と同様である。特に1929年（昭和4年）の吾野延伸時にトム101〜200（後のトム301形）とトフ1〜10の110輌を一度に増備し、統合直前には有蓋18（うち緩急車9）輌、無蓋199（うち緩急車10）輌に膨らんでいた。また、戦中戦後の尿尿輸送は有名だが、1922年 - 1928年（大正11年 - 昭和3年）にも肥桶輸送用の私有有蓋車が車籍編入されていたことも特記できる。
戦後は国鉄から大量の無蓋車を購入し、1955年度（昭和30年度）末に最多輌数となる1000輌の在籍を記録している。1960年代は鉄側有蓋車の増備や有蓋緩急車の代替新造など有蓋車の増強が行われたが、砂利採掘の終焉や余剰化に伴い、多くの貨車がヨン・サン・トオ前後に処分されている。末期は保線用として残ったが、トム301形とホキ81形が2007年（平成19年）に廃車されたことで西武の貨車は終焉を迎えている。

## 運用
現在、平日・土休日の需要変動に応じた柔軟な編成を組むために、編成を組み合わせることも少なくない。2000系以前の形式では2・4・6・8両編成を適宜組み合わせていたが、6000系以降は10両固定または8両固定で製造されることが基本となった（以後の形式でも30000系に2両編成が製造されている）。池袋線・新宿線では、特急列車を除く平日の優等列車は原則10両編成で運転されるが、平日の一部時間帯や土休日においては優等列車は8両編成で運転されることもある。

## 車両形式の付け方
1980年代前半までに登場した抵抗制御の通勤型車両（101・301系まで）は基本的に、電動車（クハ・クモハ）は数字3桁、同系列の制御車（クハ）と付随車（サハ）は＋1000して4桁の形式になっていた。
電動車が2組以上となる6両編成とさらに付随車が挿入される8両編成ではハイフン付きの車両番号を付与していた。
初代特急車である5000系で初めて4桁系列となり電動車も4桁となったが、通勤車では1977年登場の2000系で電動車・制御車・付随車問わず4桁に揃うようになった。この頃の形式までは電動車の制御装置付き車両が奇数、なしの車両が偶数として奇数＋偶数で編成が組まれていた。2000系・3000系では飯能・西武新宿方から連結順に100ずつ足す。一方、10両編成で製造された6000系と9000系では百位で連結位置（号車、10号車は0）を示す。
2代目特急車である10000系以降では初めて5桁系列が採用された。百位が連結位置（号車）を示す。
通勤型で最初に5桁系列となった20000系（以降自社発注車は5桁となった）は10両編成が0代、8両編成が50代に分けられ、8両編成は10両編成の5・6号車に相当する車両（百位5・6の車両）が欠番となっている。30000系・40000系は百位が連結位置を示すのは同じだが、編成両数を千位で示すようになった（10両編成：0、8両編成：8、2両編成：2）。
3代目特急車Laviewは001系が与えられ、車両番号は001-A1のようになり、英字が登場順、末尾の数字が連結位置（号車）を示す。
なお、他の私鉄では制御電動車の形式記号は「クモハ」とはせず「モハ」「デハ」などとし中間電動車と区別はしないことが多いが、西武では国鉄同様に「クモハ」を採用し、中間車の「モハ」とは明確に区別している。
個々の形式については4000系までは末尾1（モハ4001形等）としていたが、6000系以降は末尾を0（モハ6200形等）に変更している。
また、私鉄では4で始まる形式は忌番として避ける傾向にあるが、西武では避けることはせず4000系・40000系が登場している（他社では小田急電鉄でも避けずに付与している事例がある）。

## 現有車両

### 特急列車用

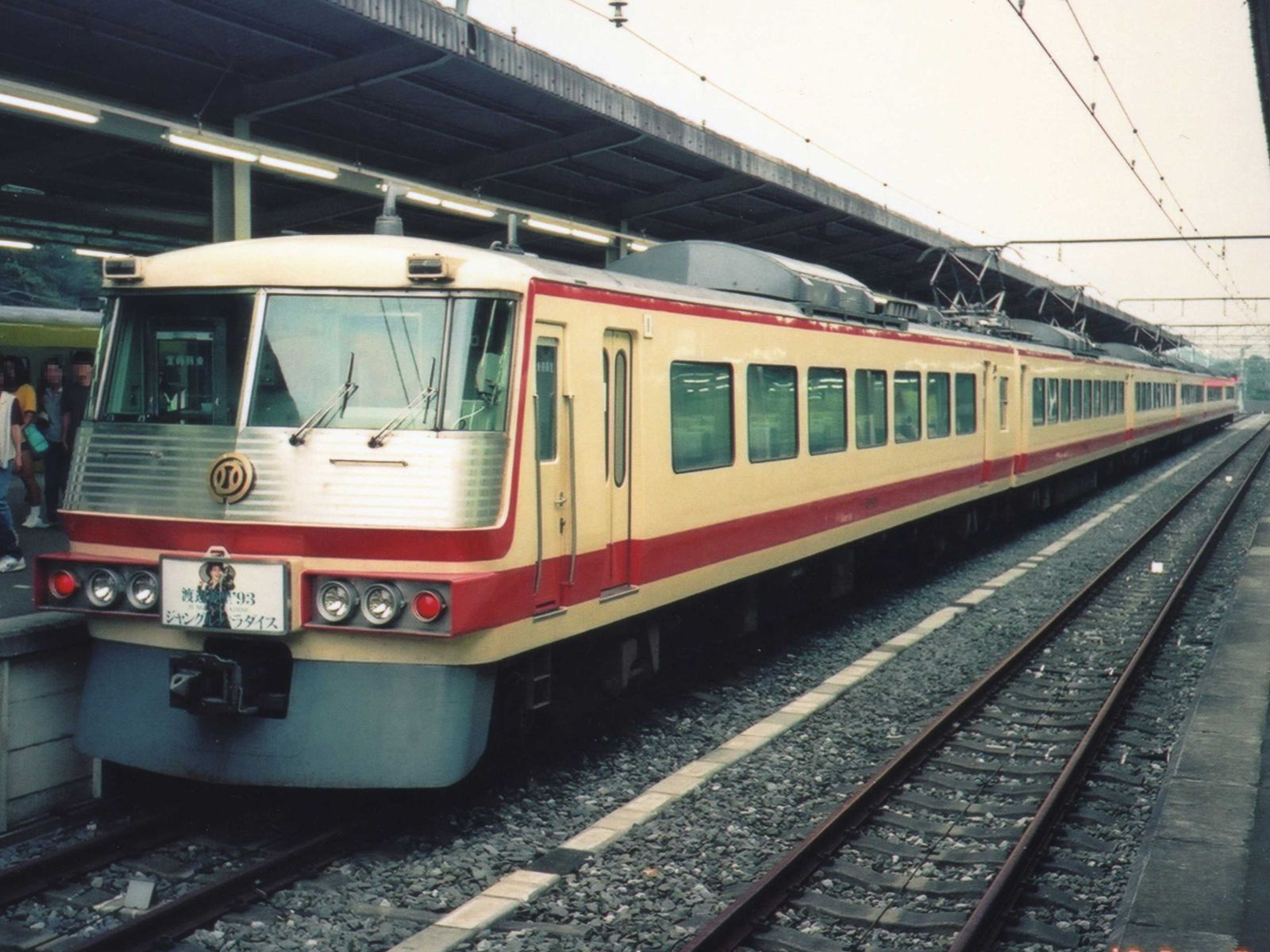
10000系 - 愛称は「ニューレッドアロー (NRA) 」。現在は新宿線でのみ運行。抵抗制御・発電ブレーキ搭載（ただし10112編成に限りVVVFインバータ制御・回生ブレーキ搭載となる）。
- 001系 - 愛称は「Laview（ラビュー）」。2019年3月16日より池袋線・西武秩父線で運行[8]。妹島和世らがデザインを担当し、「風景に溶け込む」をコンセプトに掲げる[9][10]。VVVFインバータ制御・回生ブレーキ搭載。

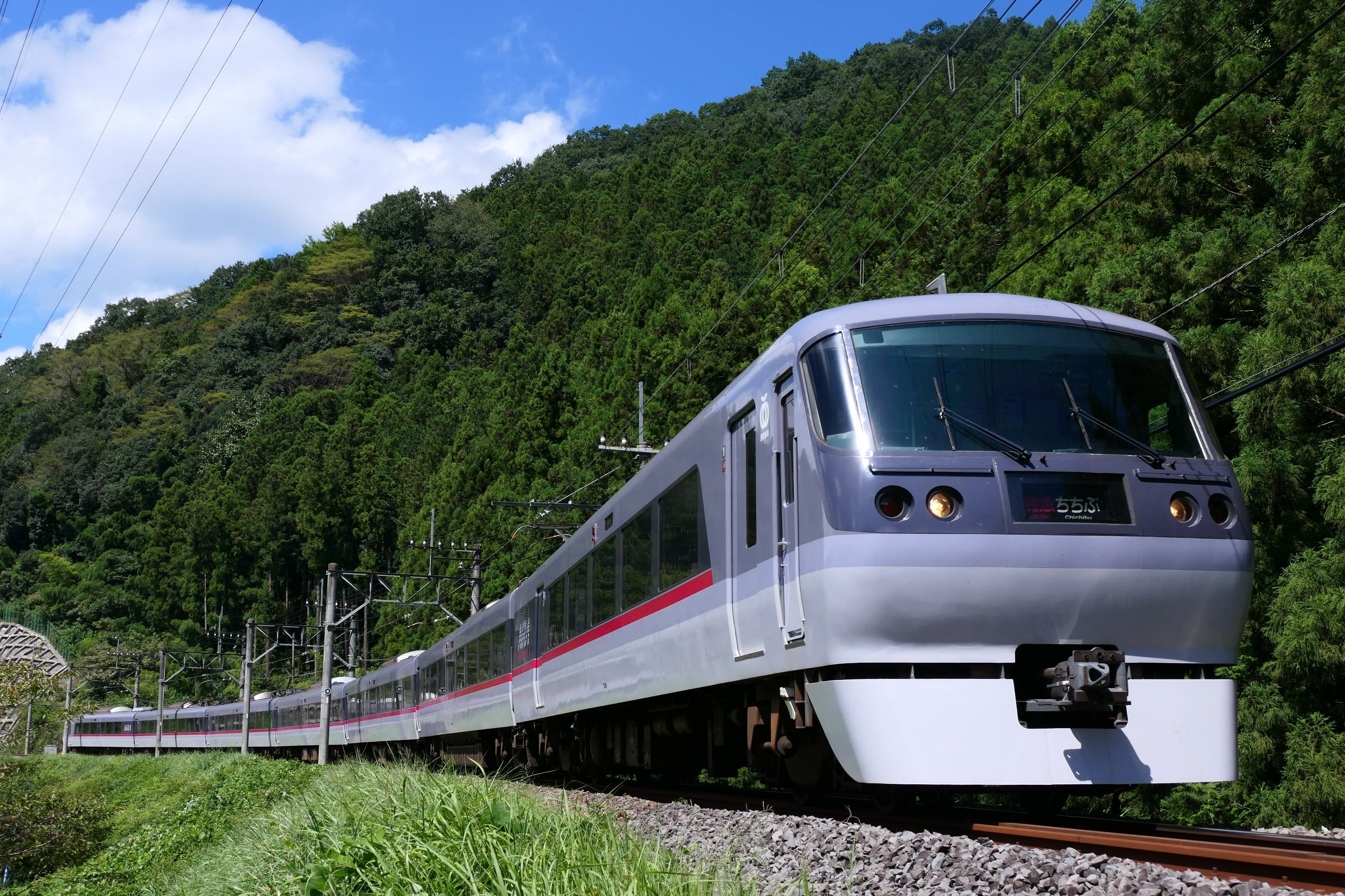
特急「NRA」10000系
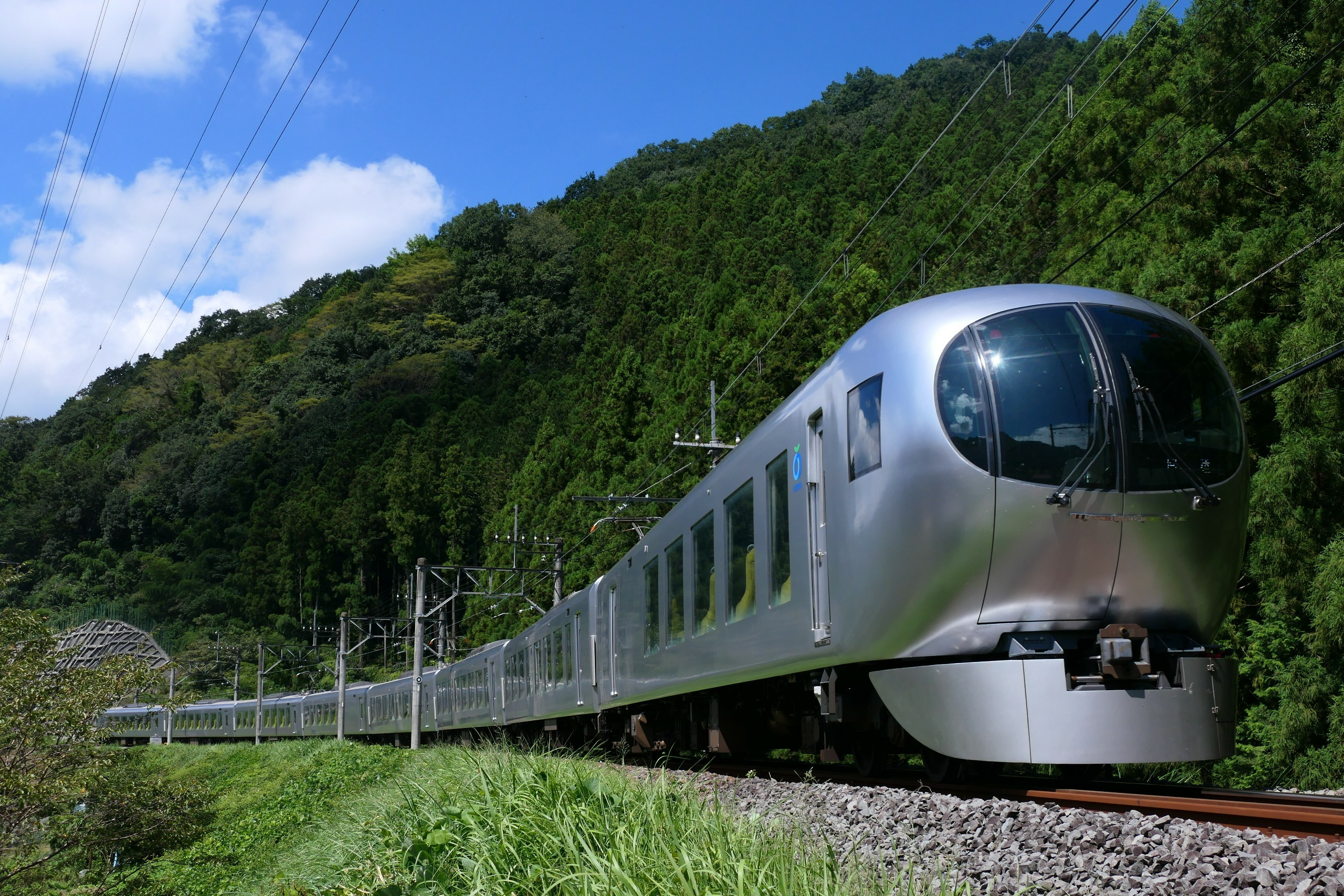
特急「Laview」001系

### 一般列車用
VVVFインバータ制御・回生ブレーキ搭載装備車
- 40000系 - S-TRAINや拝島ライナーなどで使用。PMSMを採用。地下鉄直通対応。
- 30000系 - 愛称は「スマイルトレイン」。西武の車両では初となる、ドア上の液晶ディスプレイ（愛称:スマイルビジョン）を設置。
- 20000系 - 騒音や振動を低減。
- 9000系 - 抵抗制御・発電ブレーキで製造したのち、VVVFインバータ制御に改造。
- 8000系（元・小田急8000形） - サステナ車両。国分寺線などで運行。
- 6000系 - 地下鉄直通運転対応（1次車を除く）。

界磁チョッパ制御・回生ブレーキ搭載装備車
- 2000系 - 西武鉄道初の4扉車で回生ブレーキ・界磁チョッパなど多数の新基軸を採用した。

抵抗制御・発電ブレーキ搭載装備車
- 4000系 - 現在は飯能駅 - 西武秩父駅間でのみ運用。秩父鉄道への直通運転、ワンマン運転対応。4009編成は観光列車「旅するレストラン 52席の至福」用。
- 101系（新101系） - ワンマン運転対応。263編成は車両輸送対応。

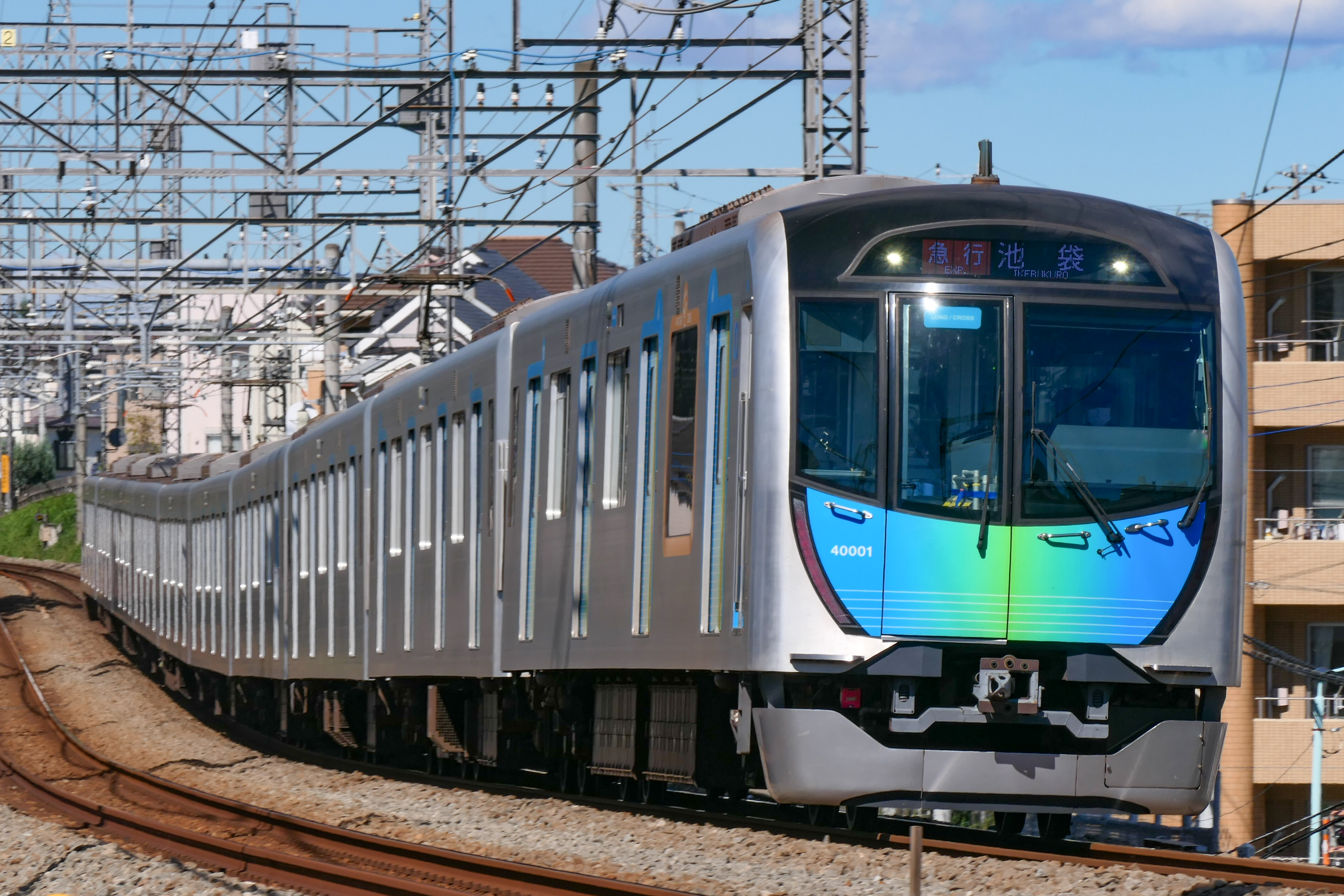
40000系
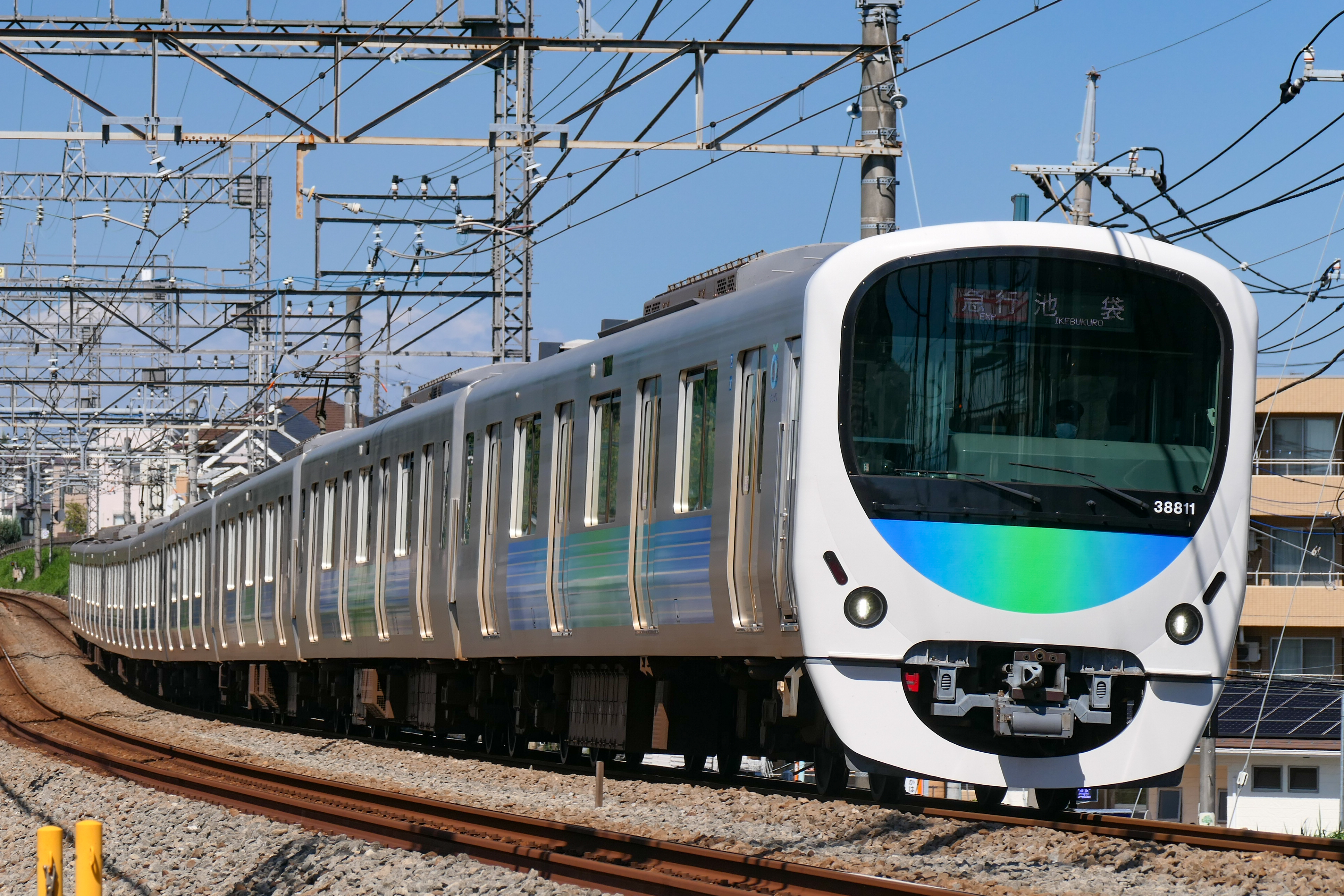
30000系
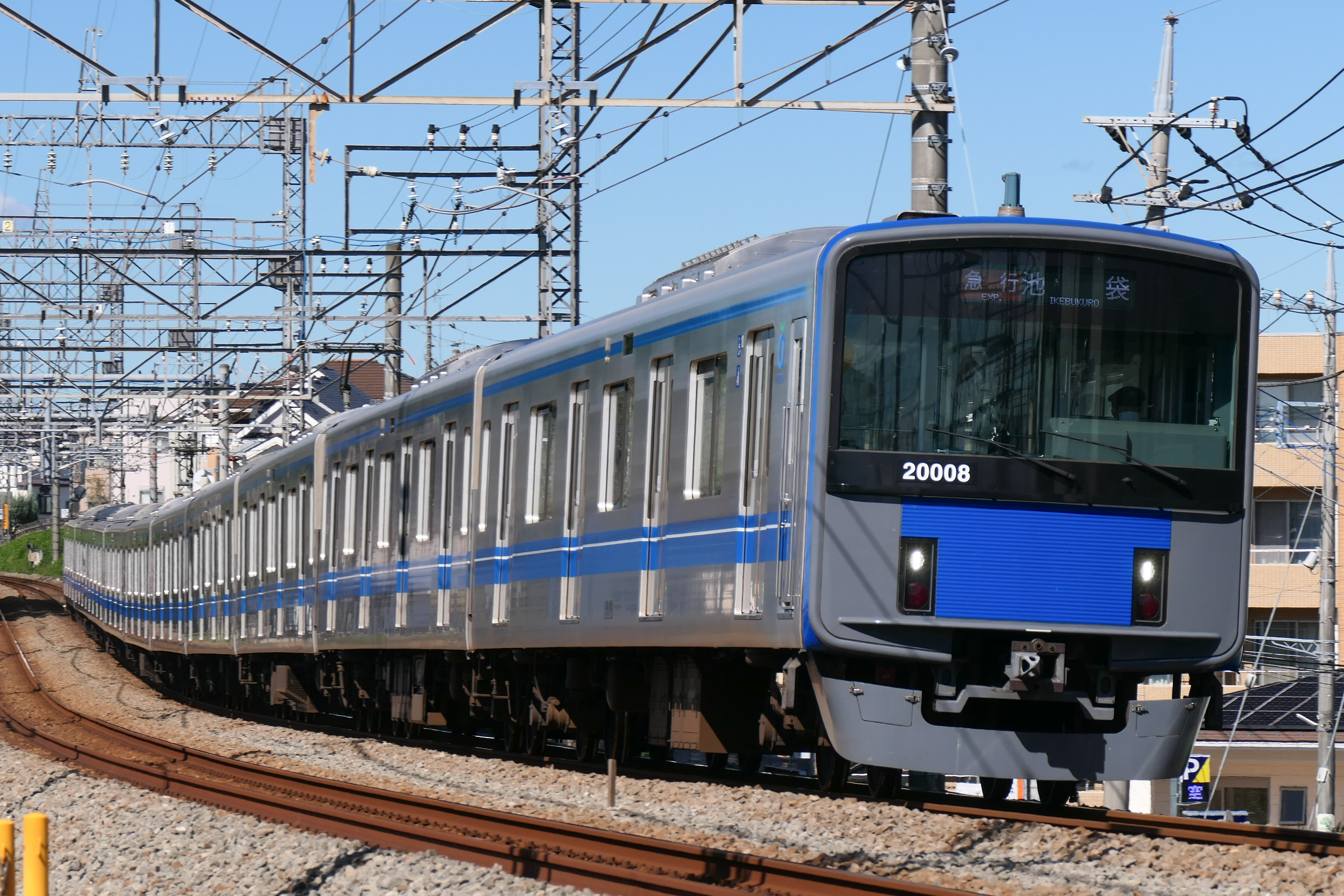
20000系
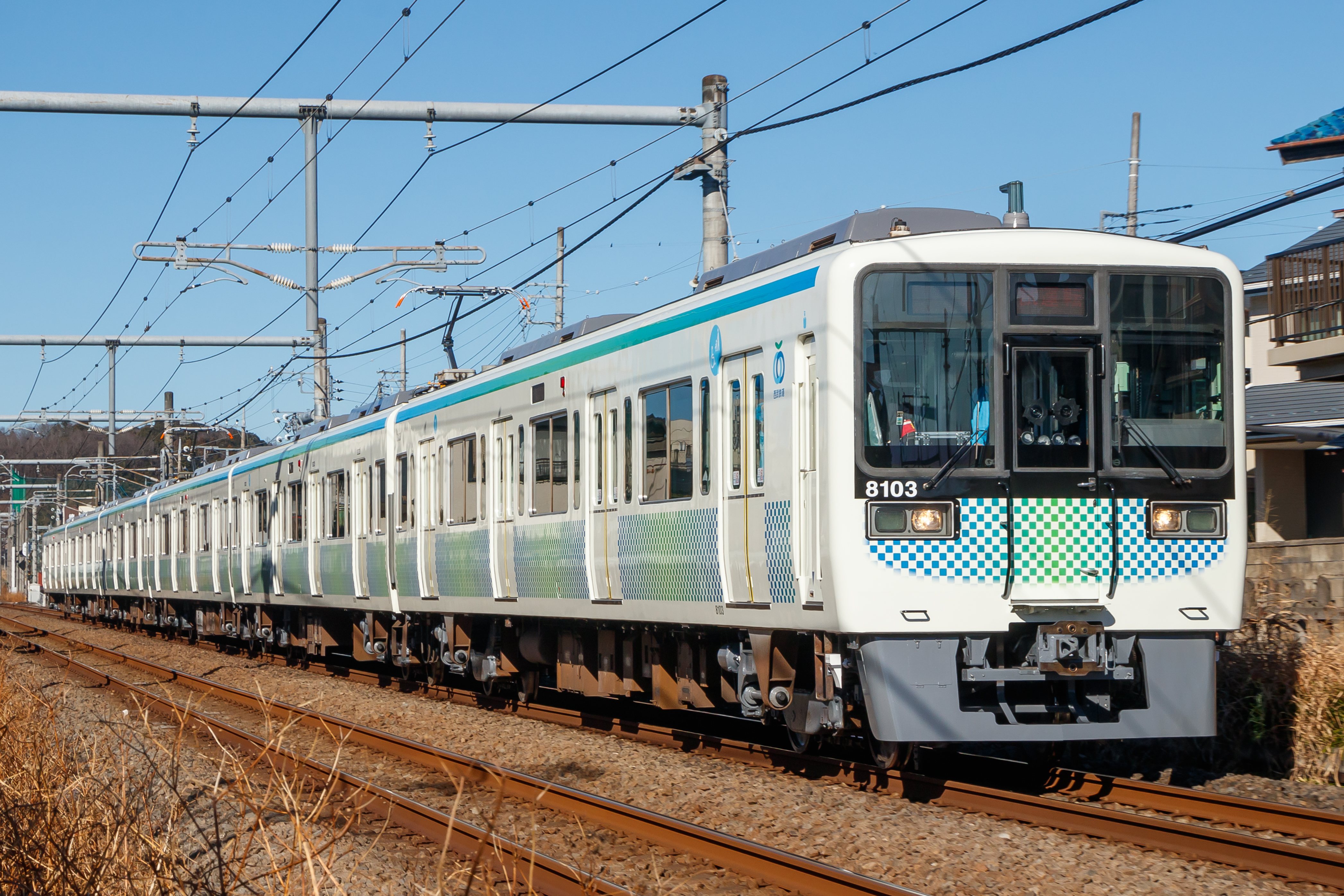
8000系
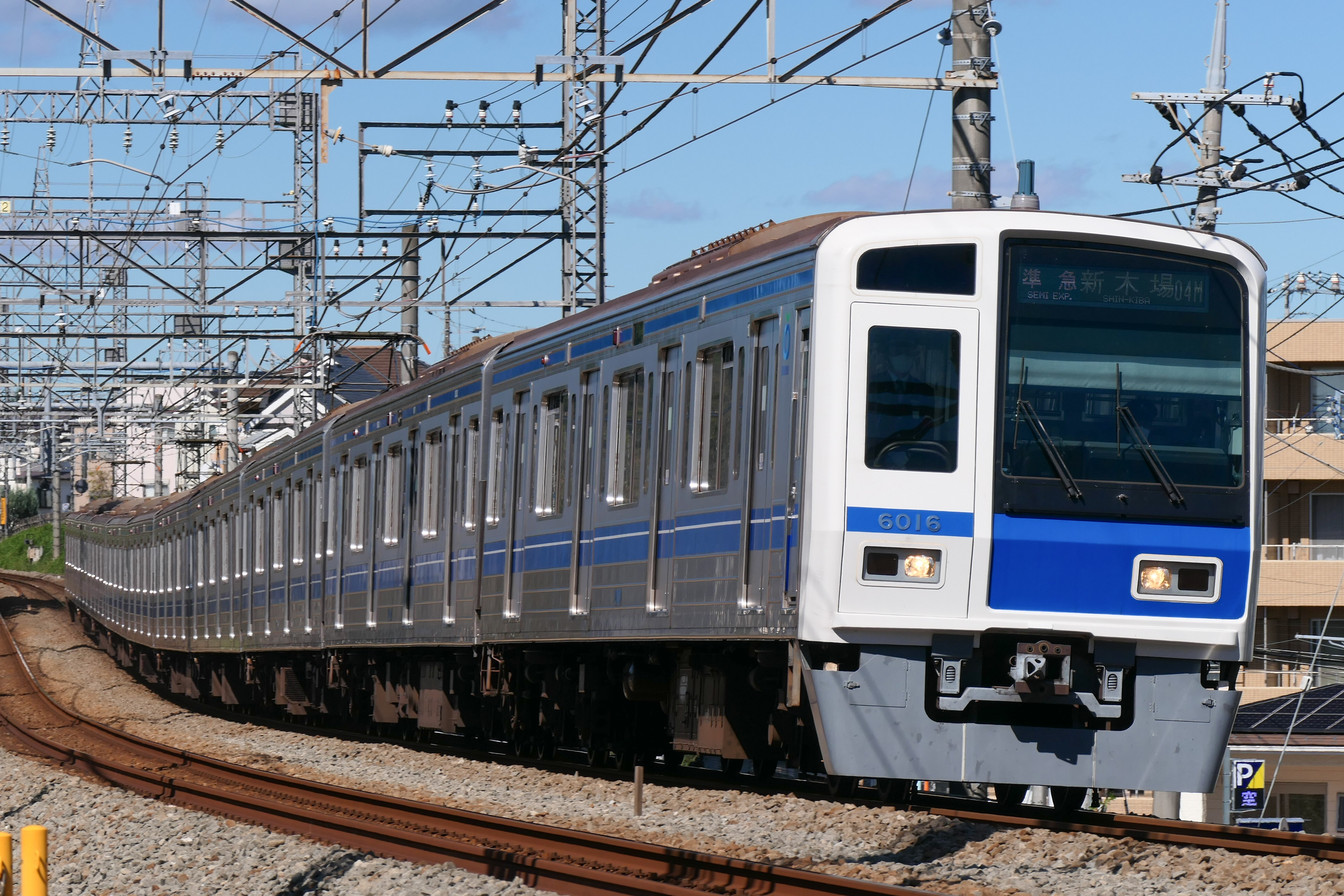
6000系
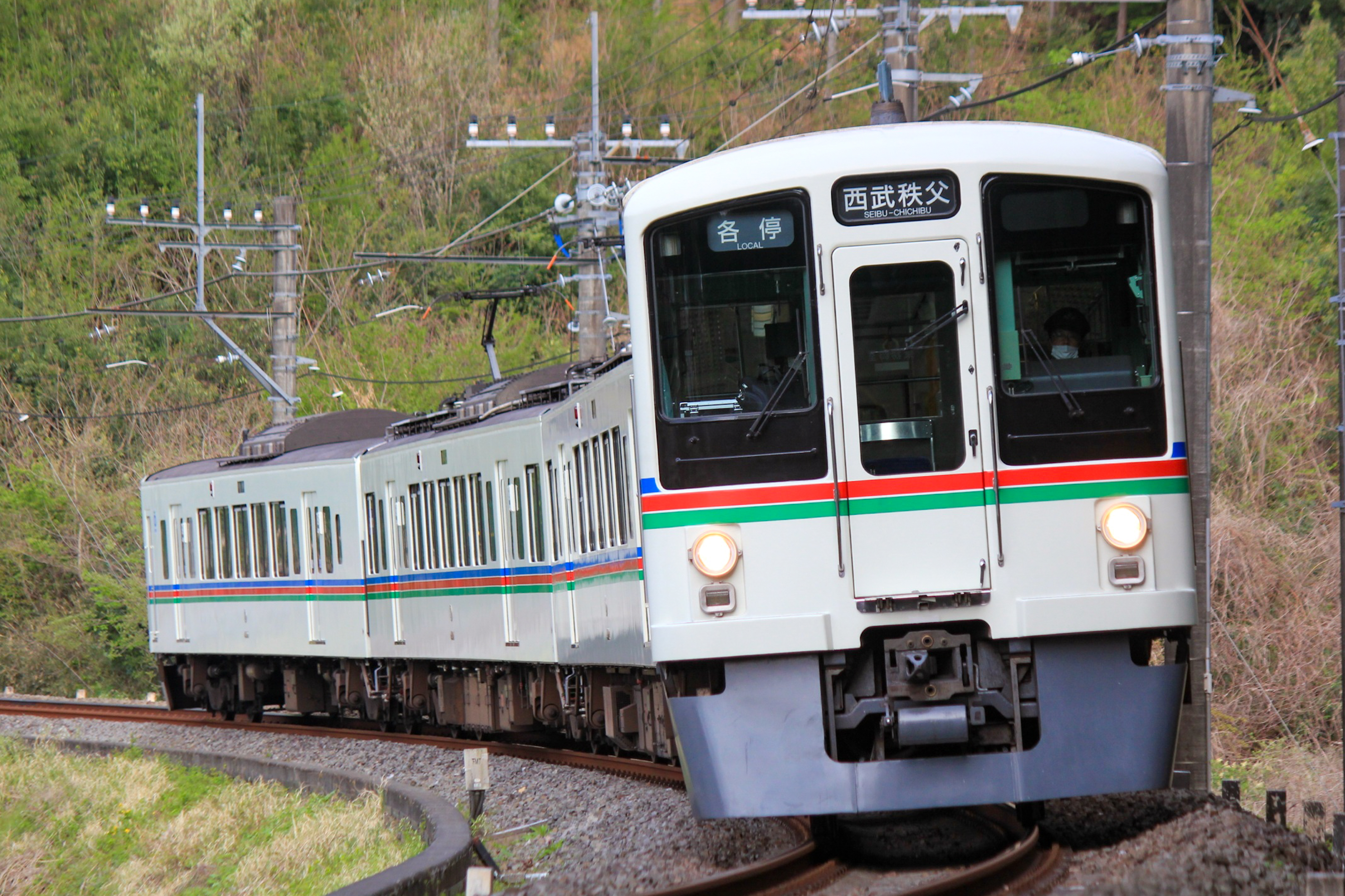
4000系
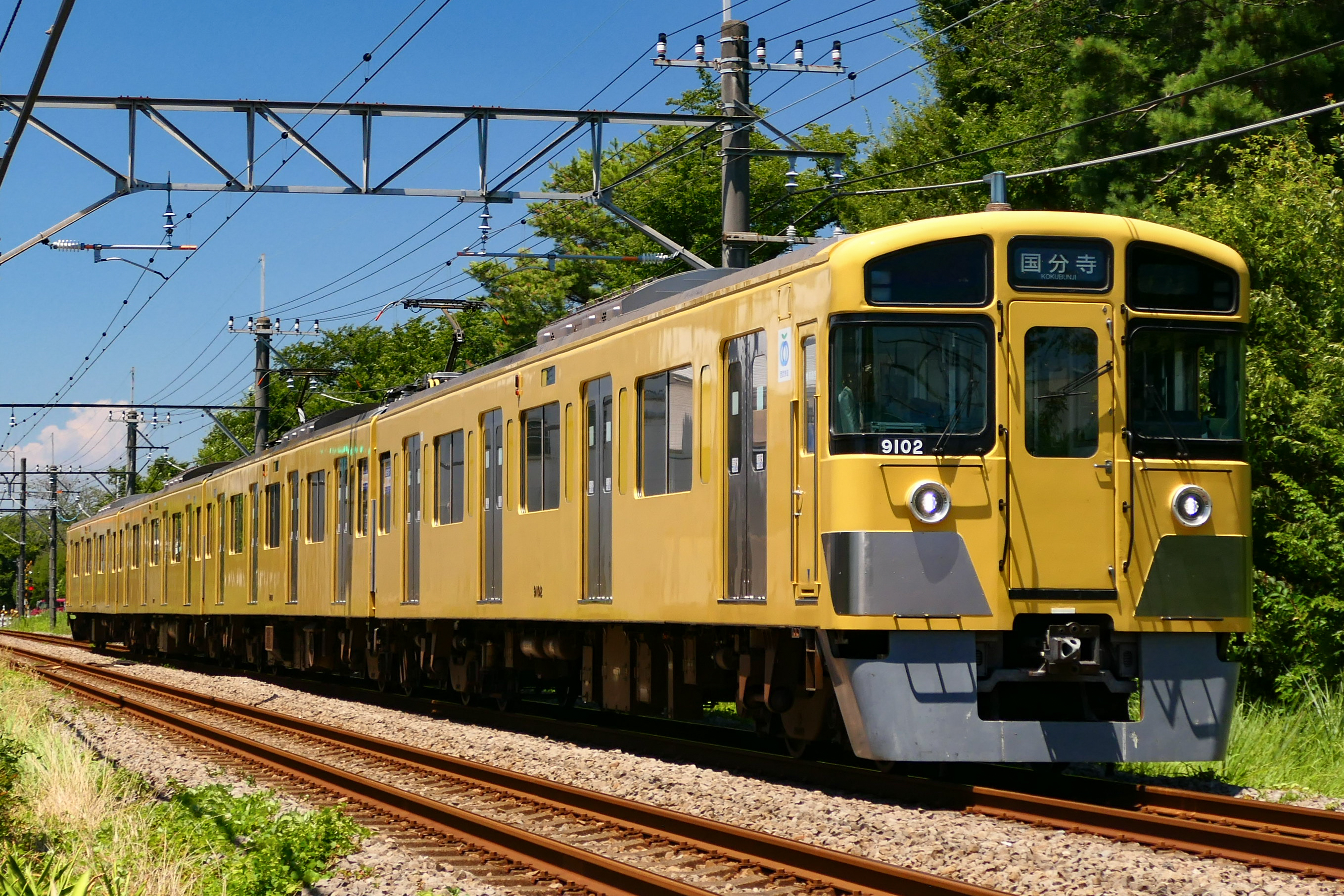
9000系
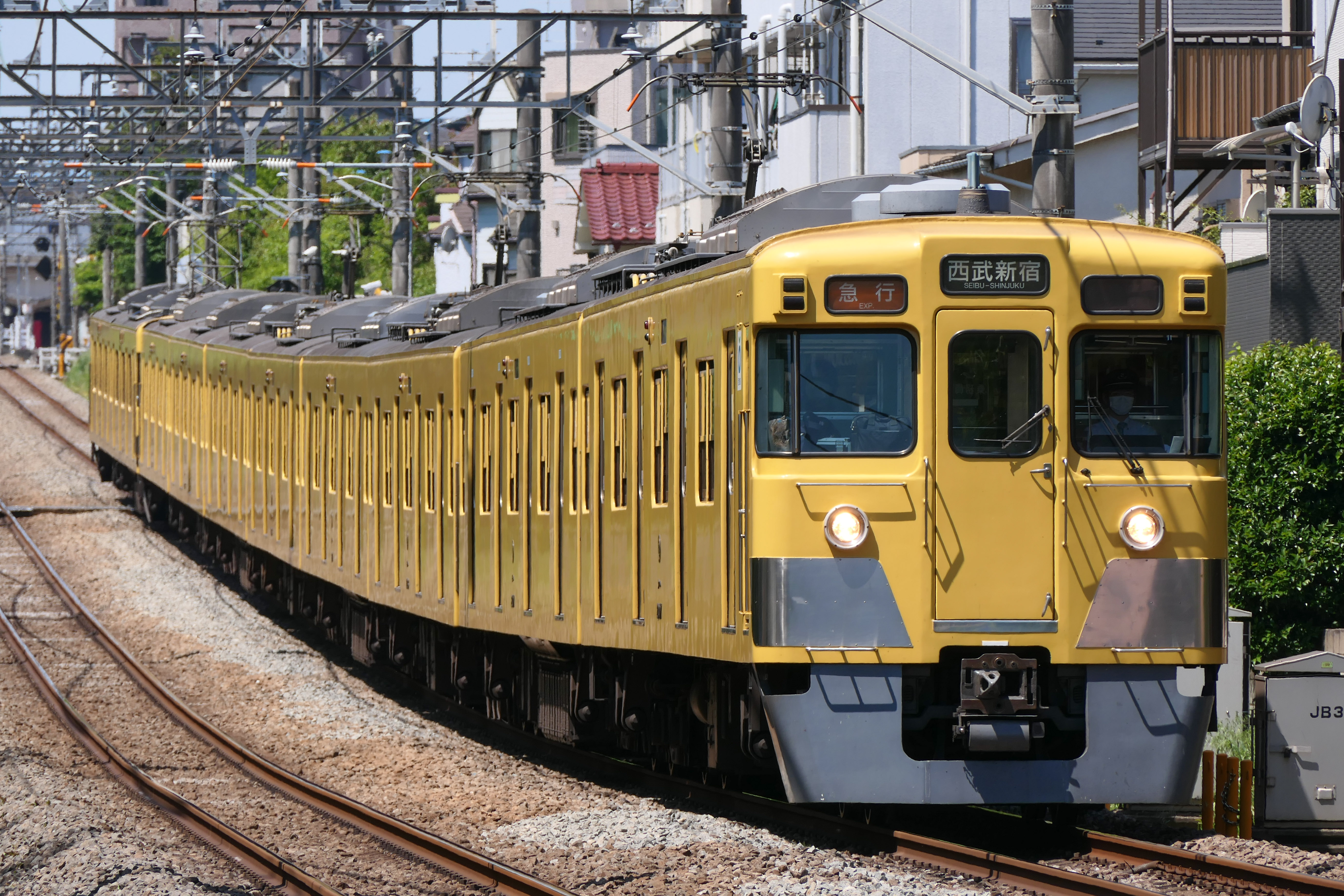
2000系
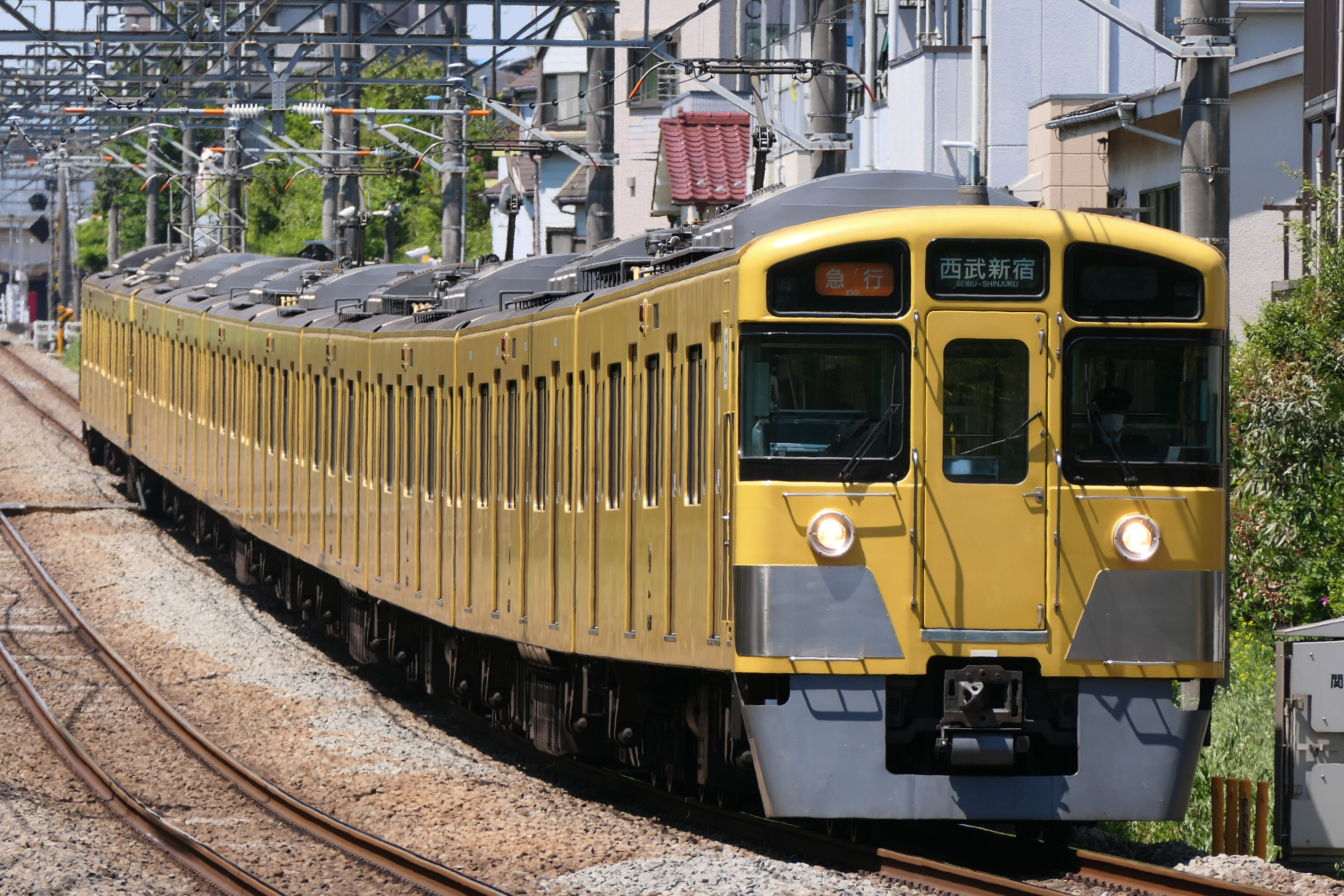
新2000系
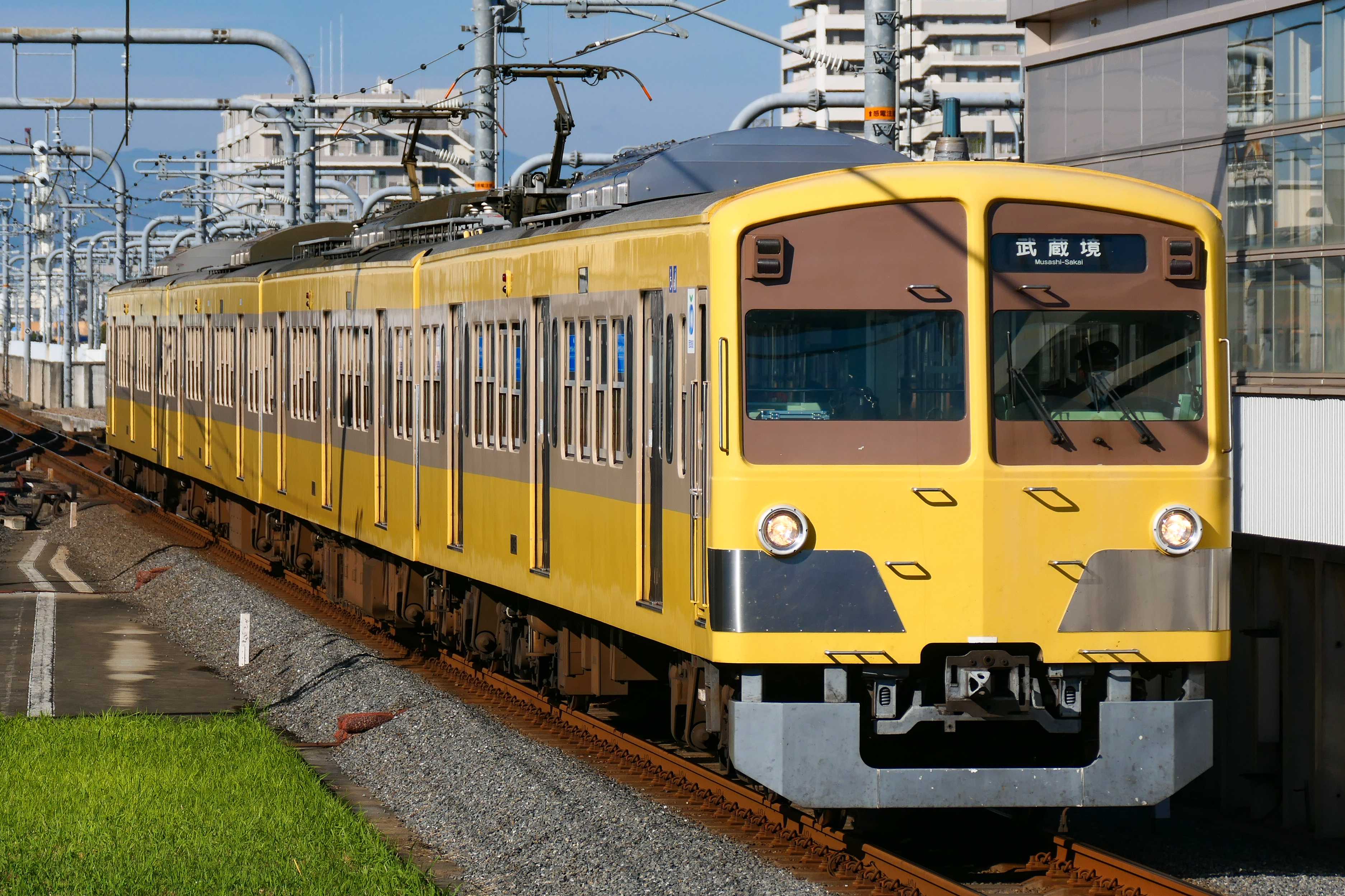
101系（新101系）

### 新交通システム用
- 8500系（レオライナー）- ワンマン運転。大手私鉄では唯一の新交通システム。VVVFインバータ制御の採用は西武鉄道ならびに新交通システムで初。

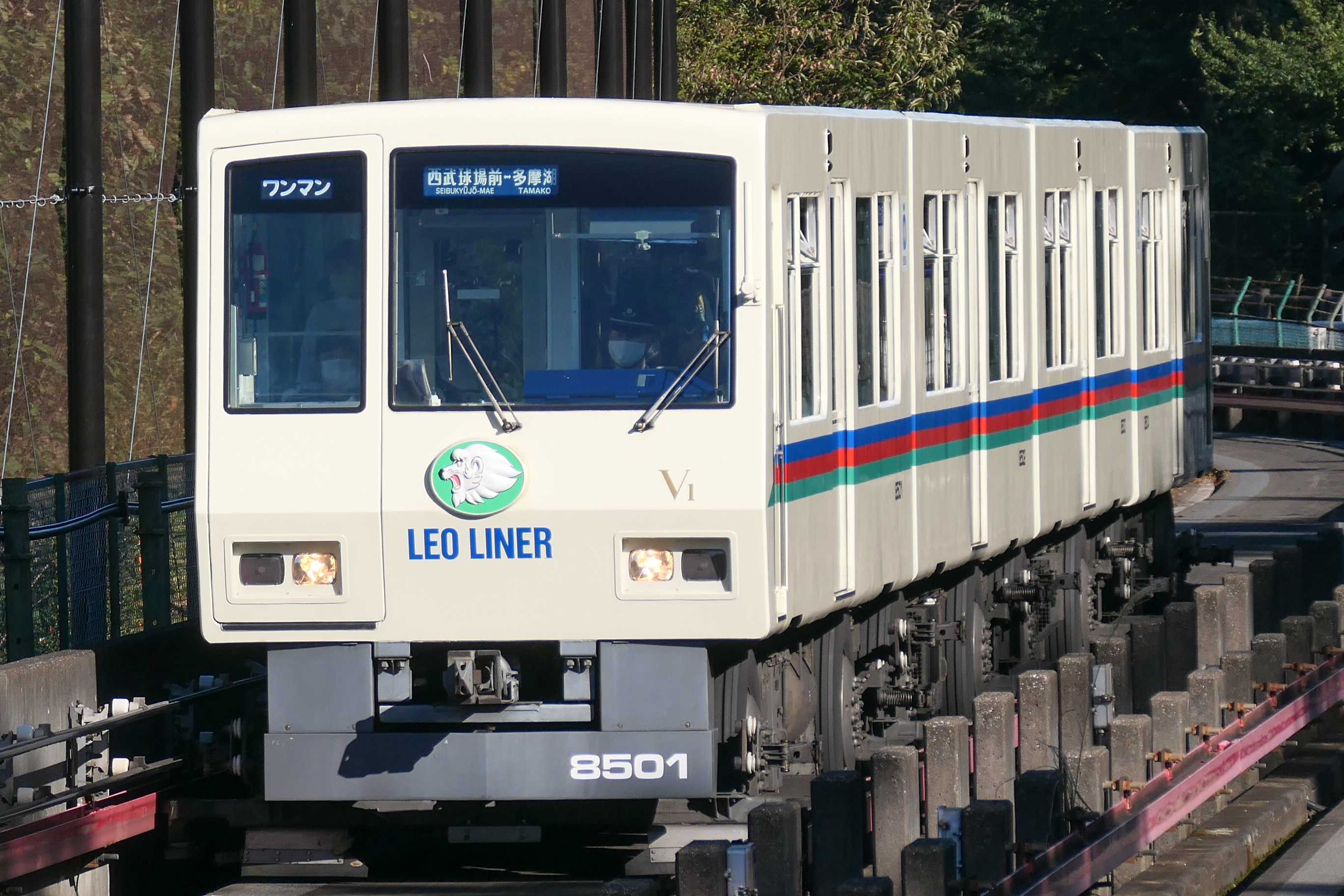
8500系

## 導入予定車両
「サステナ車両」として、東急電鉄と小田急電鉄から中古車両を約100両譲受し、2024年度から2029年度にかけて支線系に導入する予定となっている。元東急車の西武鉄道での形式は未定。
- 形式未定（元・東急9000系・東急9020系） - 2025年度以降運行開始予定[11][12]。

以下は新造予定の車両。
- 形式未定 - 8500系（レオライナー）の後継車両として山口線に導入。ロングシート。2025年度末運行開始予定[13]。

## 除籍車両

### 特急列車用
- 5000系（レッドアロー）

- 初代レッドアローの5000系

### 一般列車用
- 411系（2代）→401系（2代）
- 701系・801系・501系（2代）
- 601系
- 101系（旧101系）
- 301系
- 3000系

自動空気ブレーキ搭載車
- クハ1651形
- 551系・571系
- 451系
- 501系
- モハ411形→351系（クモハ351形・2代）
- クハ1411形
- 401系（初代）
- モハ351形（初代）→クモハ251形（3代）
- 311系・371系

武蔵野鉄道からの継承車
- モハ301形（初代）
- モハ241形・クハ1241形
- モハ231形
- クハ1231形
- モハ211形・モハ221形（初代）
- モハ105形・モハ131形・モハ201形・クハ1201形（初代）・クハニ1211形

西武鉄道（初代）からの継承車
- モハ251形（初代）→モハ221形（2代）・クハ1221形
- クハ1251形
- モハ151形・クハ1151形

多摩湖線用小型車
- モハ101形・クハ1101形・クハ1111形・クハ1121形

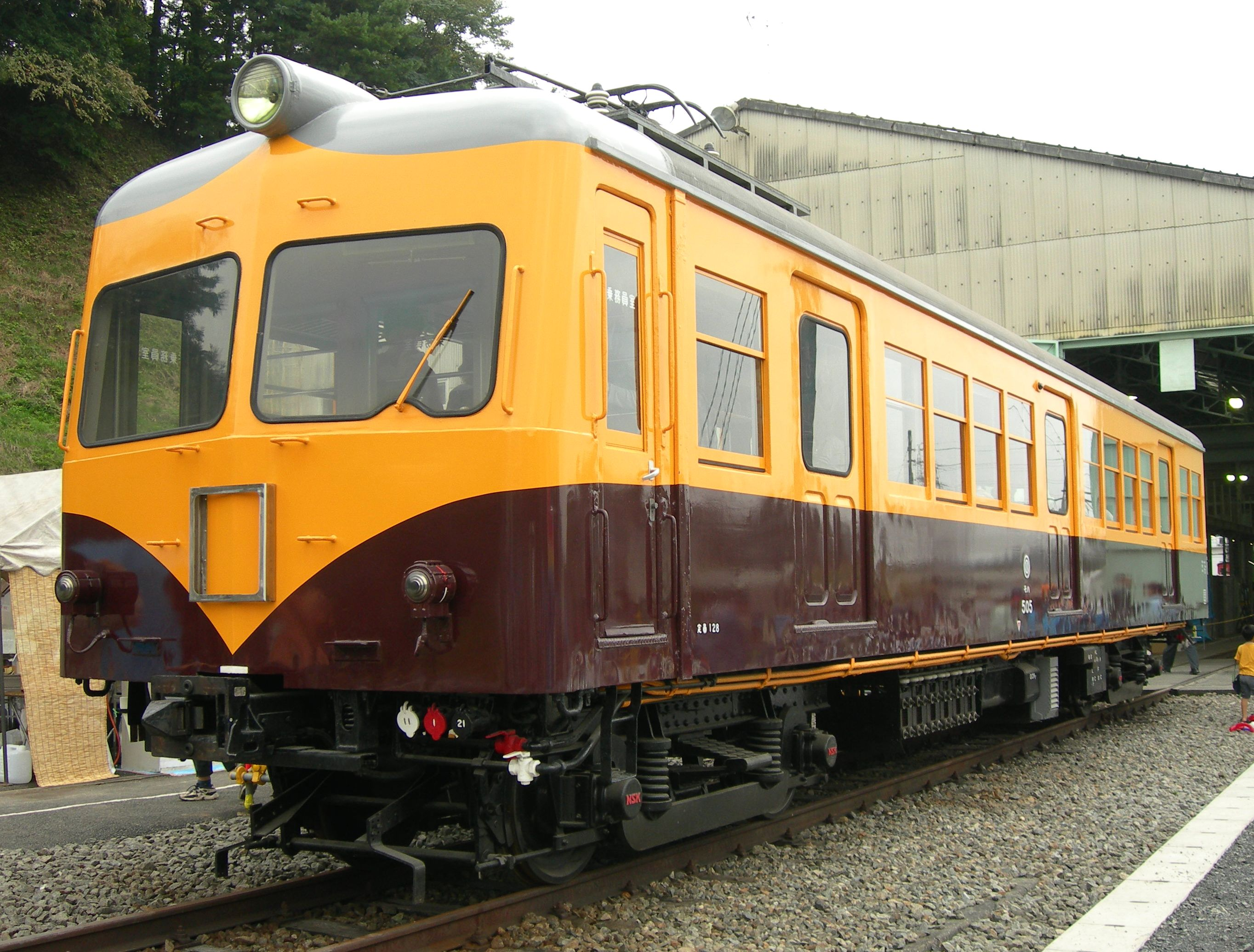
351系
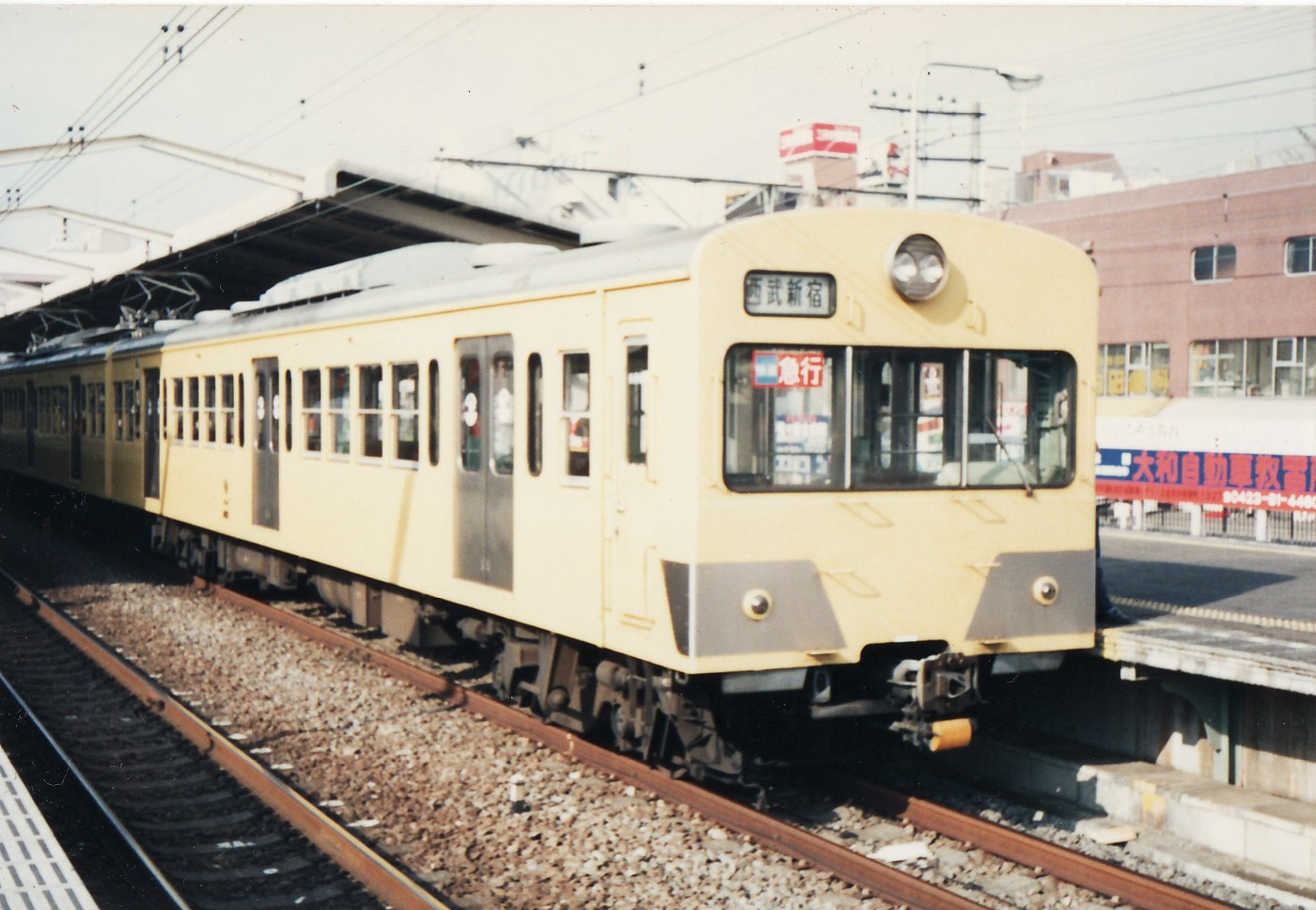
401系
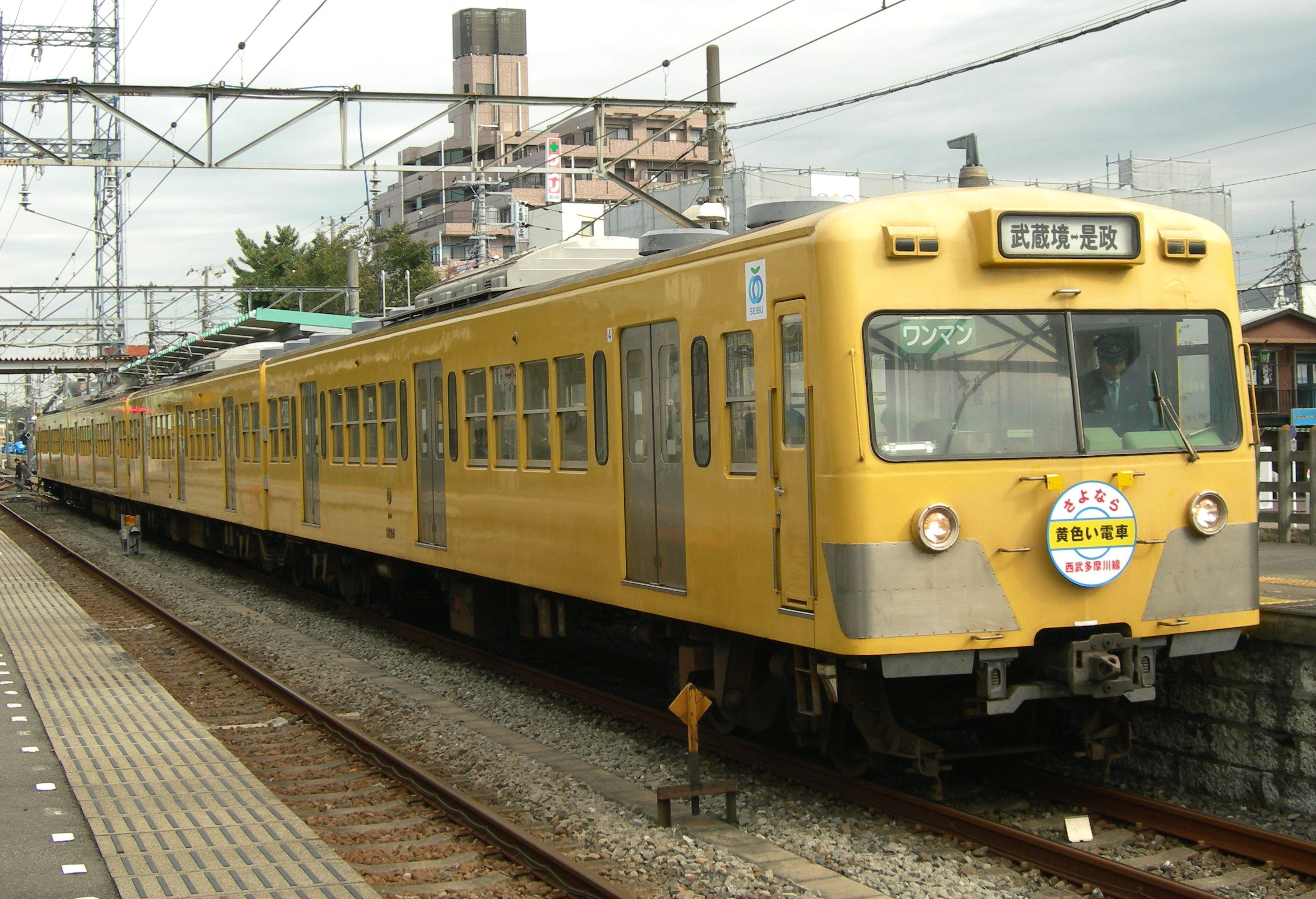
101系（旧101系）
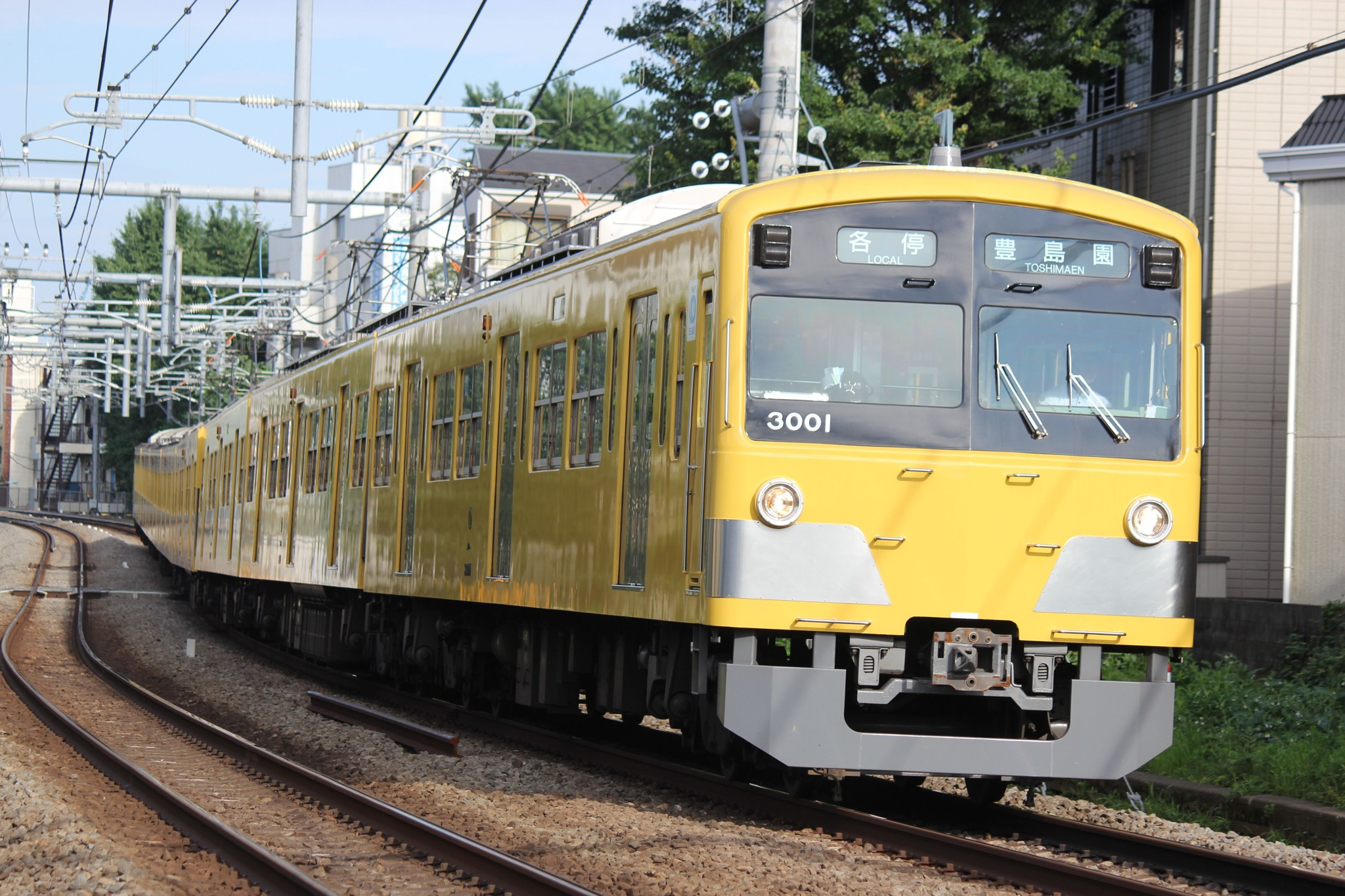
3000系

### 電気機関車

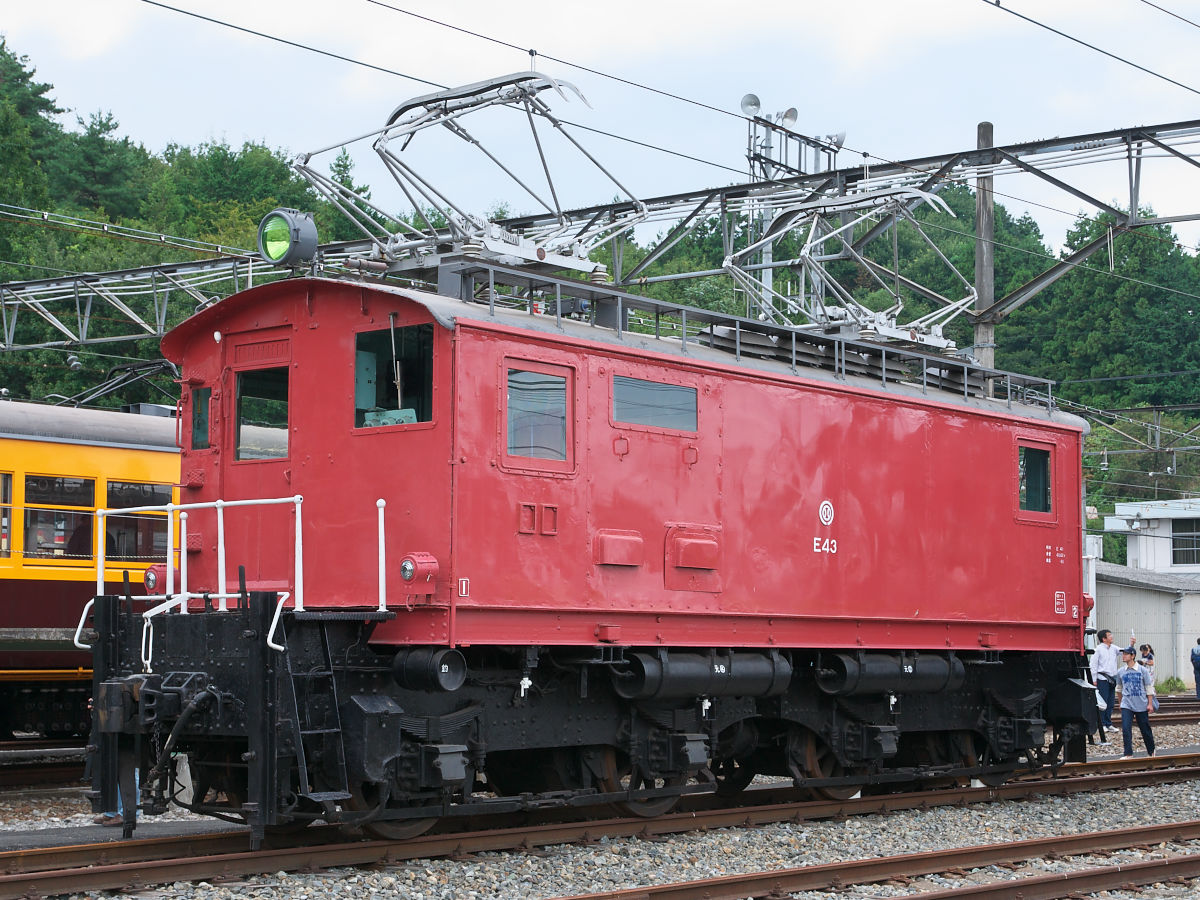
E31形（2代）
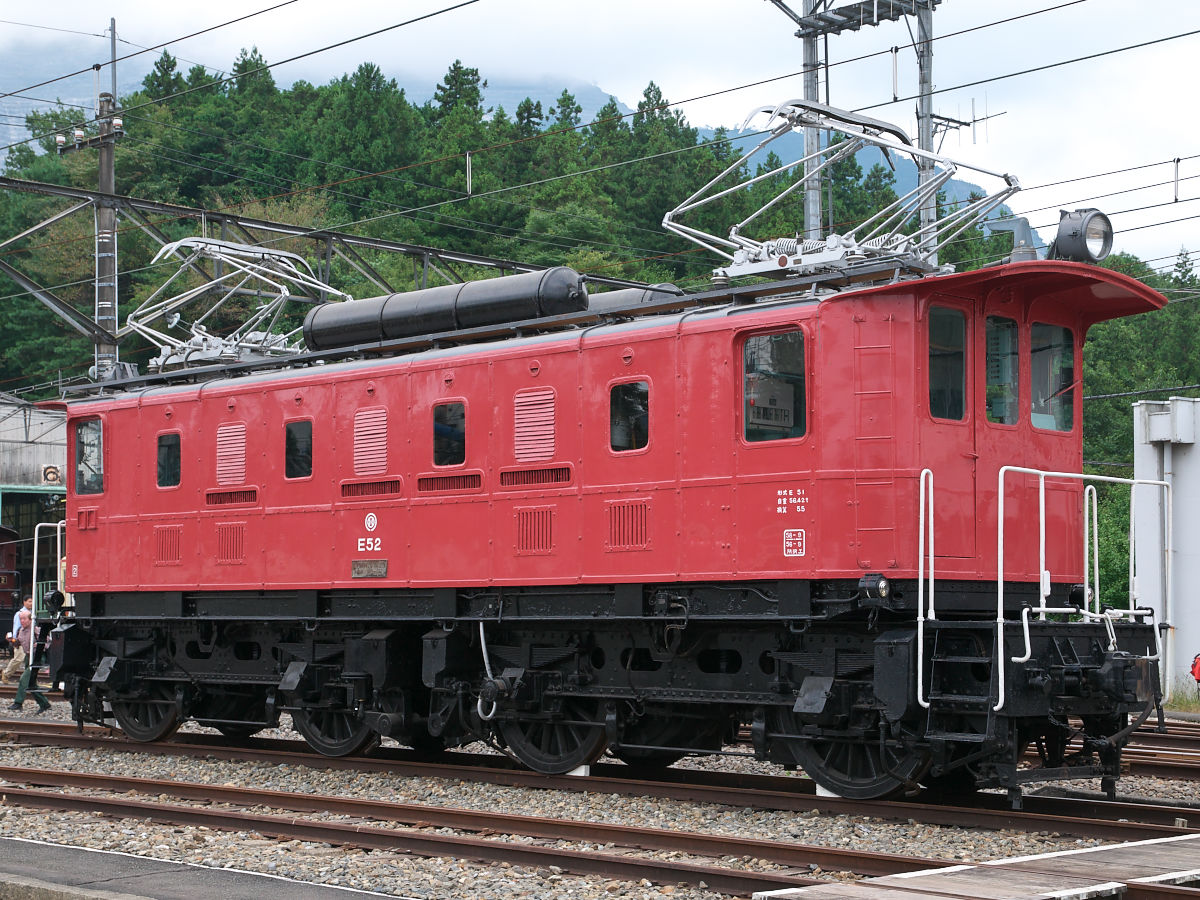
E851形 - 私鉄唯一のF級電気機関車
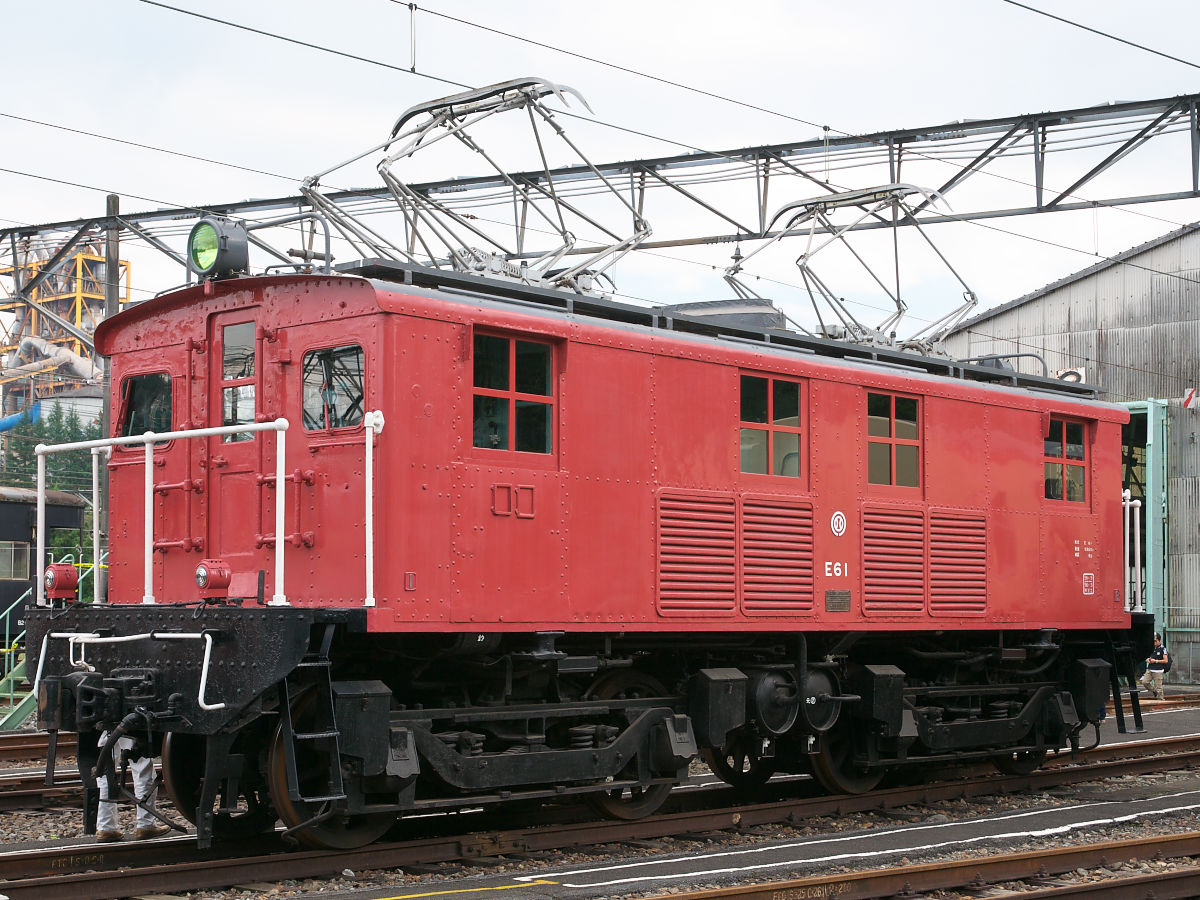
1形（A1形）
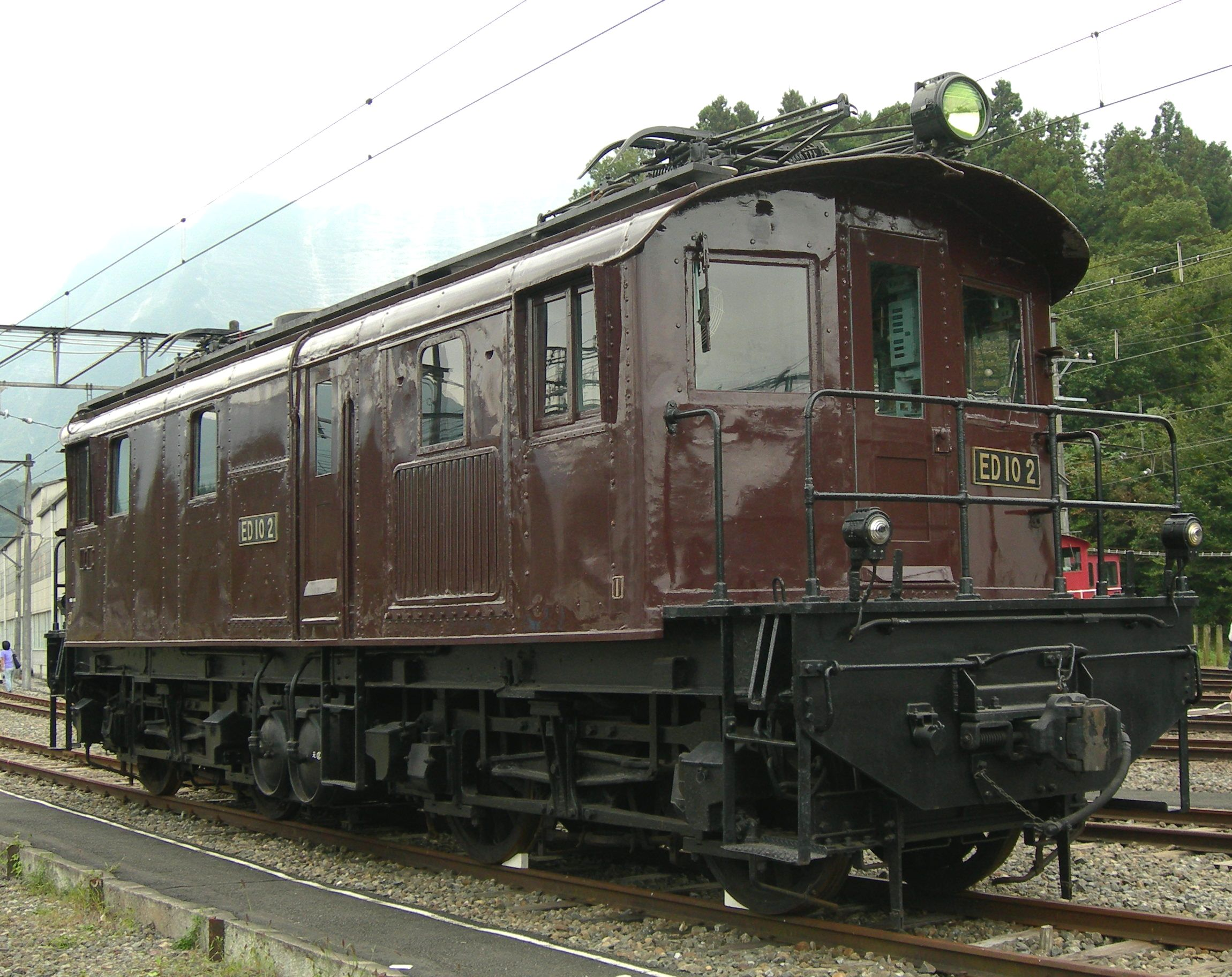
E71形 （外観を国鉄ED10形に復元）
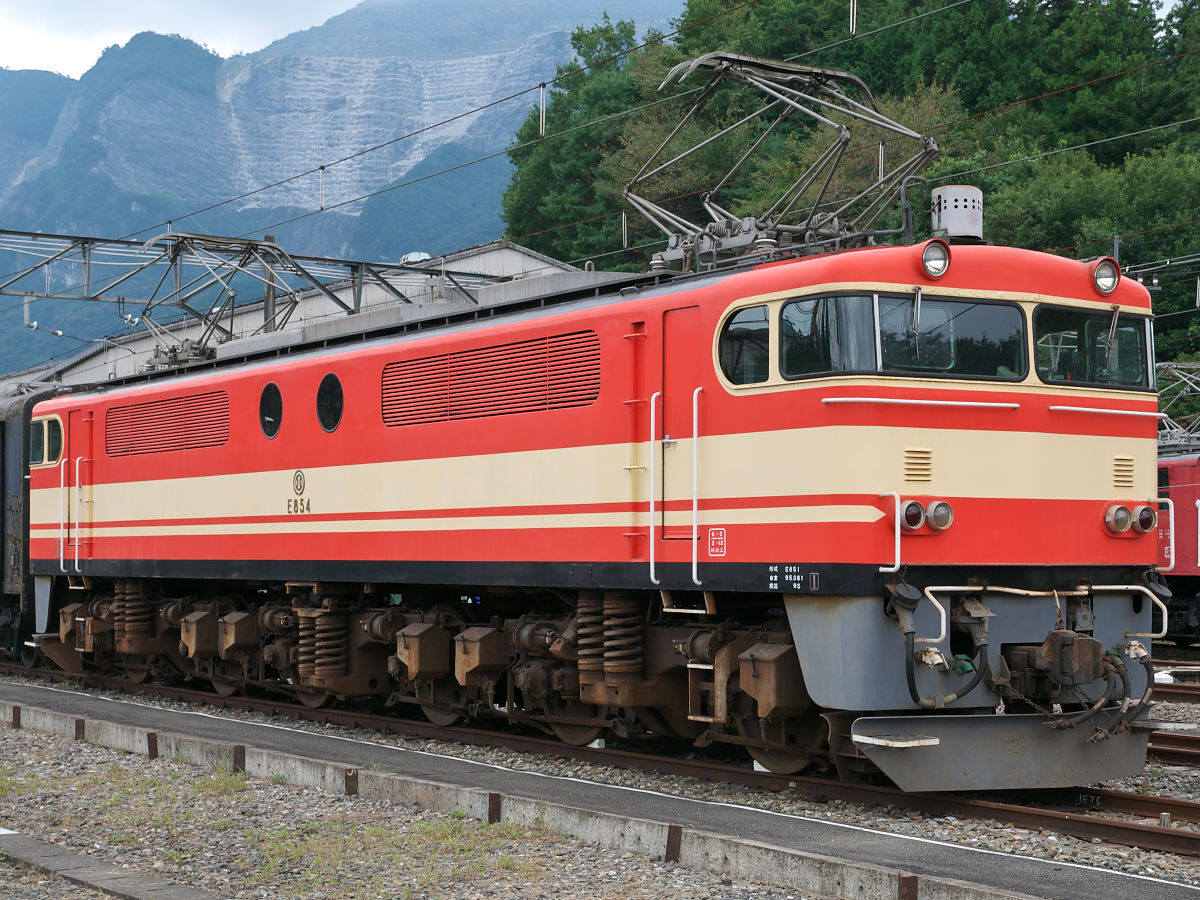
E11形
- E21形
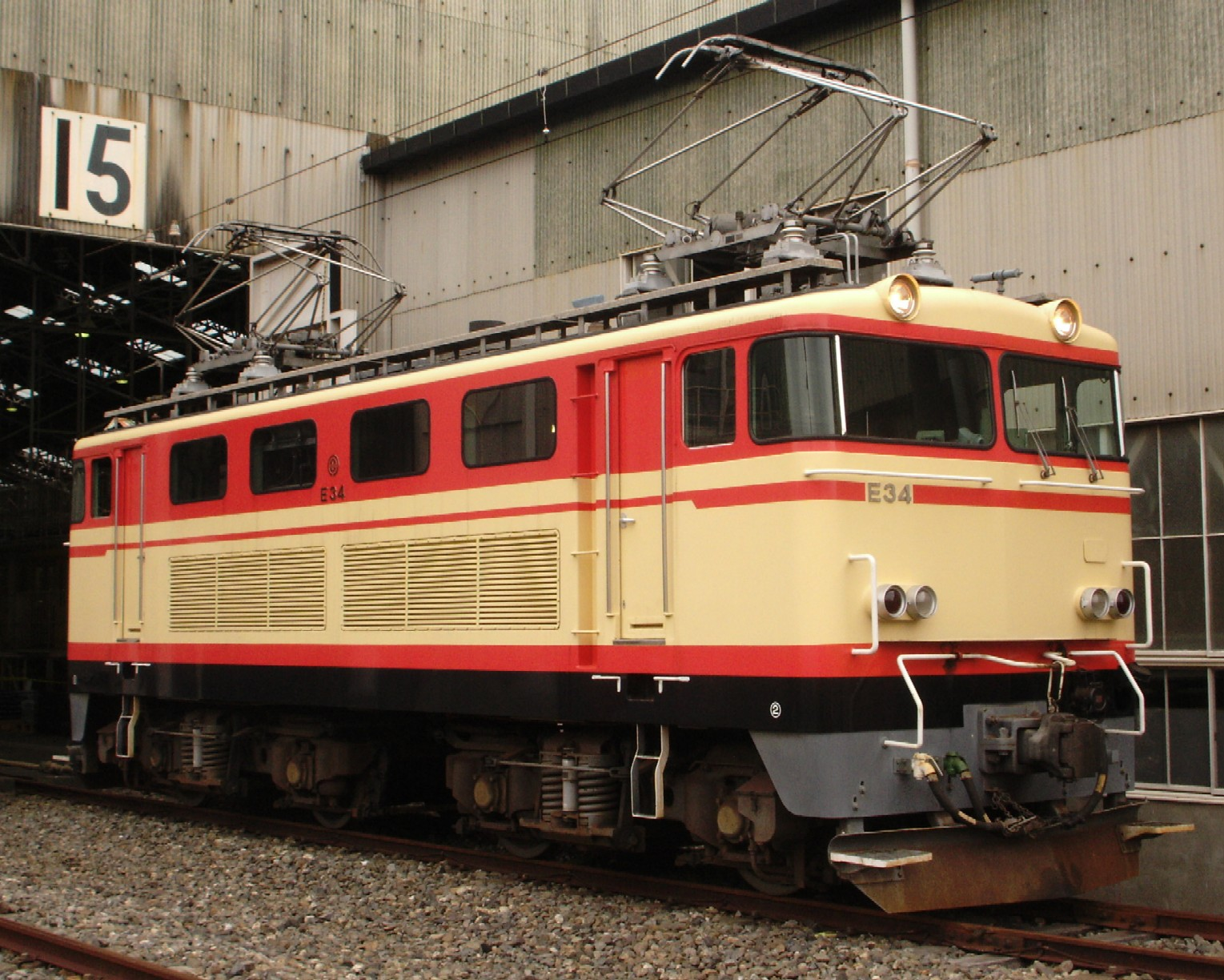
31形・E31形（初代）
- E41形
- E51形
- E61形
- E71形

- E41形
- E51形
- E61形
- E71形
（外観を国鉄ED10形に復元）
- E851形
- E31形（2代目）

### 客車・気動車
- ハ2
- 車体新製ハフ1
- ハフ2
- 津軽鉄道ハ11
- 小湊鉄道ハフ11
- 12系 - JR東日本高崎運転所所属。西武秩父線で電気機関車のさよなら運転を行うにあたり、JRから一時的に借り入れた。営業運転なので、一旦西武鉄道の車両としての車籍を入れている。
- キハ21
- キハ2
- キハ111
- レカ1
- 蒸気気動車キハニ6454
- ガソリンカー·キハ11
- クハ1121
- 津軽鉄道ハ11
- 小湊鉄道ハフ1

### ディーゼル機関車

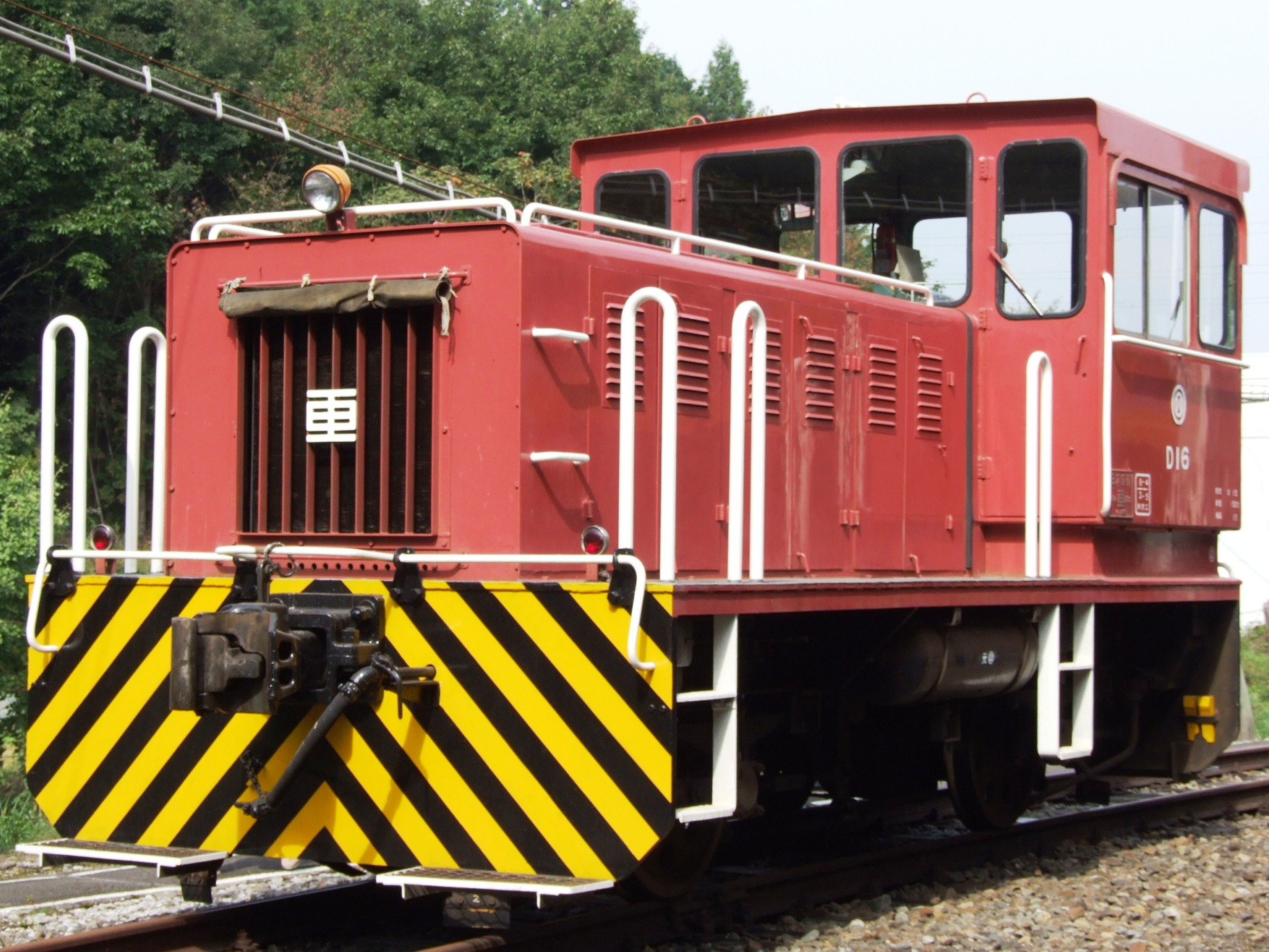
D15形
- D21形

- D15形

### 蒸気機関車
- 1形（初代・元川越鉄道K1形）
- 3形
- 5形（初代）
- 7形
- 武蔵野鉄道1形
- K2形
- E形

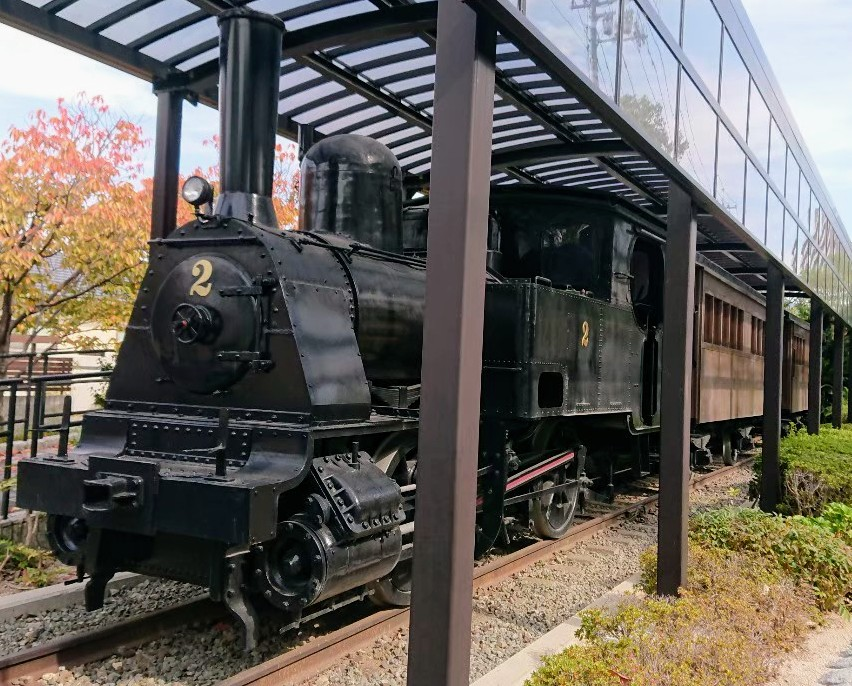
K1形2号機
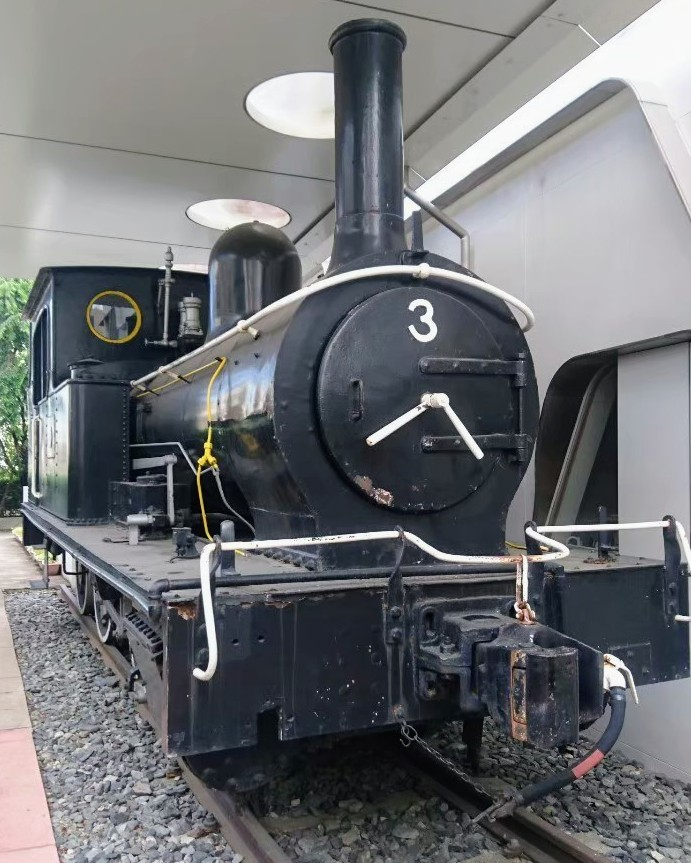
3形3号機
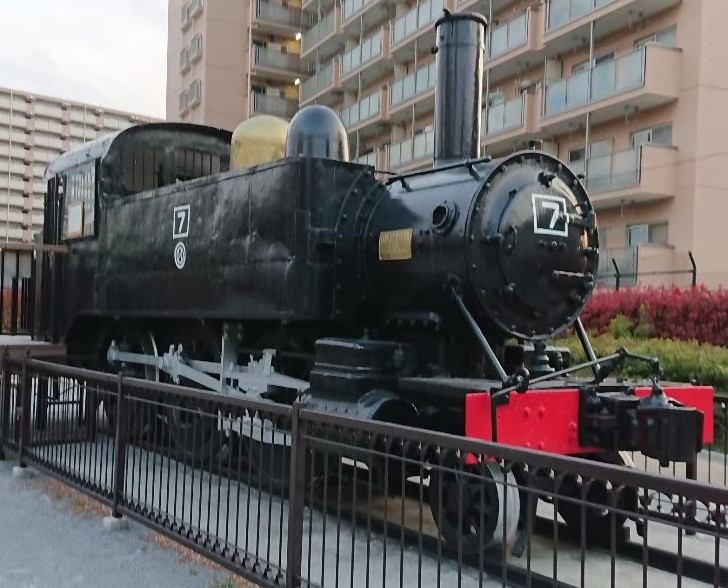
7形7号機
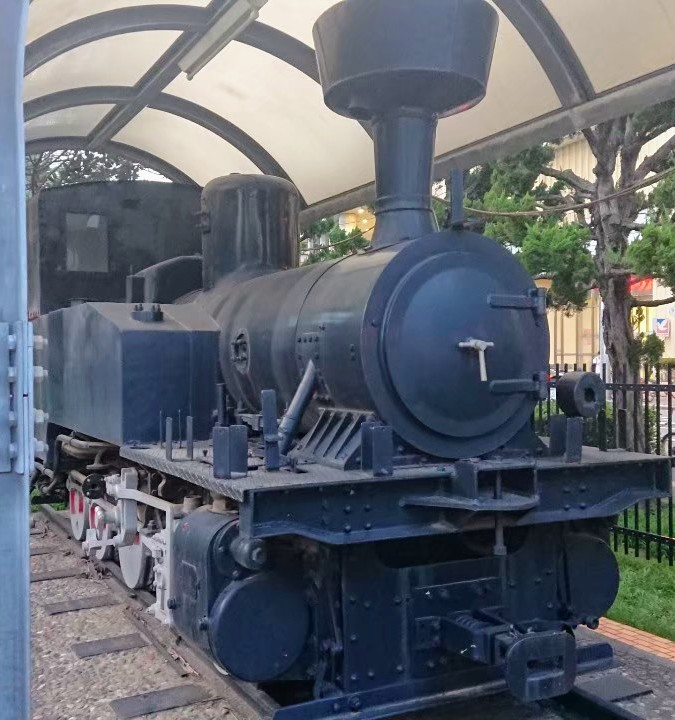
K2形
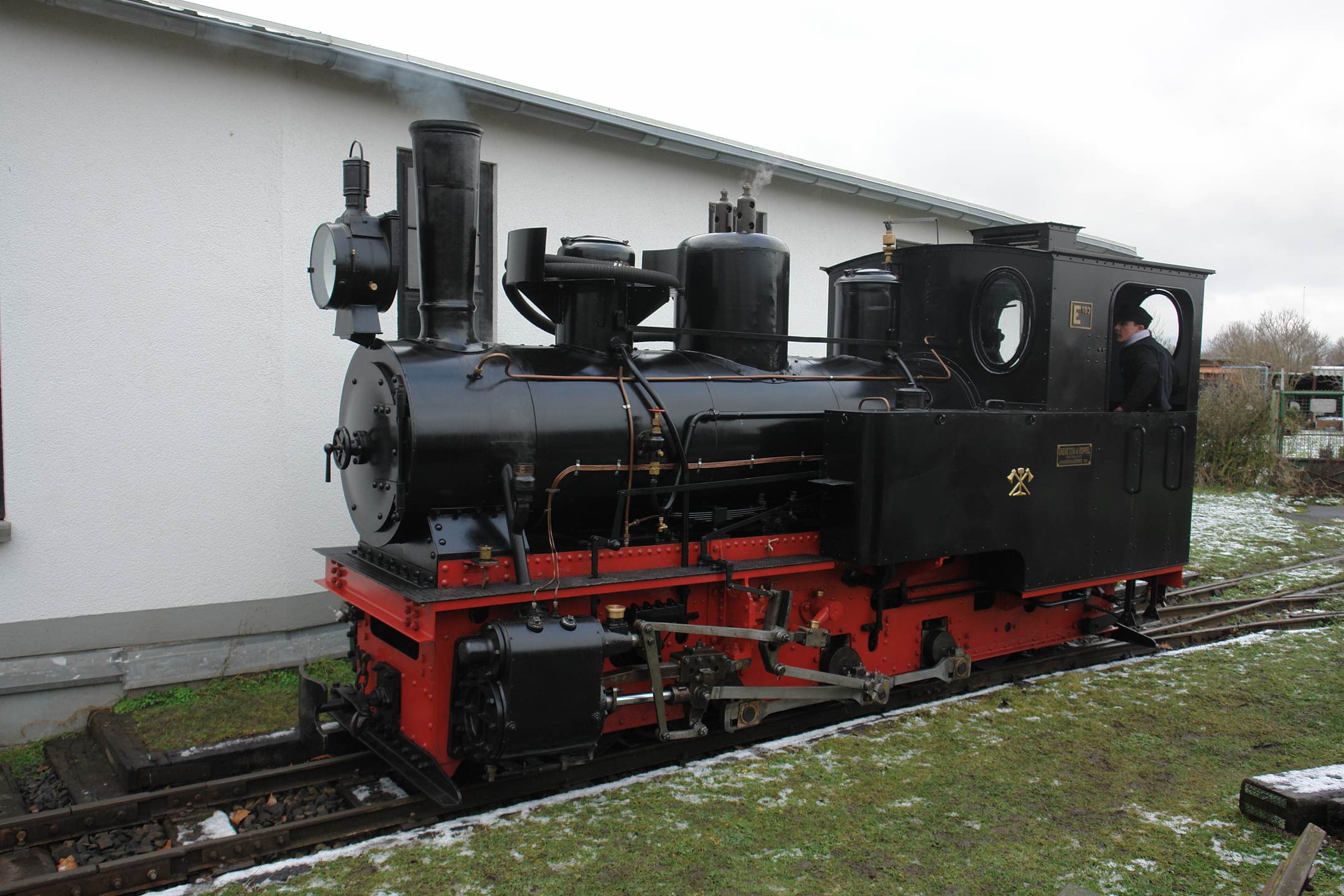
E形

### 貨車
- ホ1形（国鉄セ50形貨車と国鉄セ800形貨車の同形車。
- ホム1形
- ホキ81形・ホキフ71形
- ホフ1形
- ト1形
- ト31形
- トム1形
- トム31形
- トム301形
- トム501形
- トム1001形・トム1501形
- トム2001形
- トフ1形
- スム101形·ワフ101形
- スム201形
- スム301形
- ワ1形
- ワム1形
- ワム101形（ワム103は国鉄払下車）
- ワム201形
- ワフ1形
- ワフ11形
- ワフ31形
- ワフ51形
- チ1形
- チム1形
- チキ21形
- テキ401形 - 三菱鉱業セメント（現：三菱マテリアル）の私有貨車

### 軽便鉄道（おとぎ線）用車両
- 蓄電池機関車
  - B1形
  - B11形
- 蒸気機関車
  - 1形（2代）
  - 2形
  - 5形（2代）
- 客車
  - 1形
  - 21形
  - 31形

## 未成車両

### 新交通システム用
- 7000系 - 山口線用として設計されていたが、発注直前で中止し、再設計して8500系の投入に変更となった（7000系の導入計画については8500系の項目を参照）。